# ハーレーダビッドソン
ハーレーダビッドソン (Harley-Davidson, Inc. [ˌhɑː(r)liˈdeɪvɪdsən]) （H-D、またはハーレー）は、アメリカ合衆国のオートバイメーカー。1903年にウィスコンシン州ミルウォーキーで設立された。
世界恐慌を生き残ったアメリカの2大オートバイメーカーの1つ（もう1社はインディアン）。同社は多くのオーナー企業の変遷、子会社の変遷（アエルマッキ：1974-78、ビューエル：1987-2009）、財務環境の悪化と品質低下の時期ならびに激しい国際競争を生き残り、世界第5位のオートバイメーカーとなり、世界に広く知られるアイコンブランドとなった。愛好者によるオーナークラブおよびイベントが世界中に存在し、同様にブランド特定した博物館も多数存在する。
チョッパースタイルオートバイへのカスタム化のベースモデルとなったことで有名であり、ハーレーダビッドソンは伝統的に重量級で空冷の700cc以上のエンジンを搭載したクルーザー型オートバイを生産してきた。現在ではVRAC（2001年）やストリート（2014年）といった現代的なマシンも生産し、そのラインナップを広げている。
ハーレーダビッドソンはペンシルベニア州ヨーク、ウィスコンシン州ミルウォーキー、ミズーリ州カンザスシティ、ブラジルのマナウス、タイのラヨーン県でオートバイを製造し、世界中に販売している。尚、2022年より日本へはCVOとトライクを除き、全ての車両がタイ工場で製造され、導入販売されている。

## 歴史

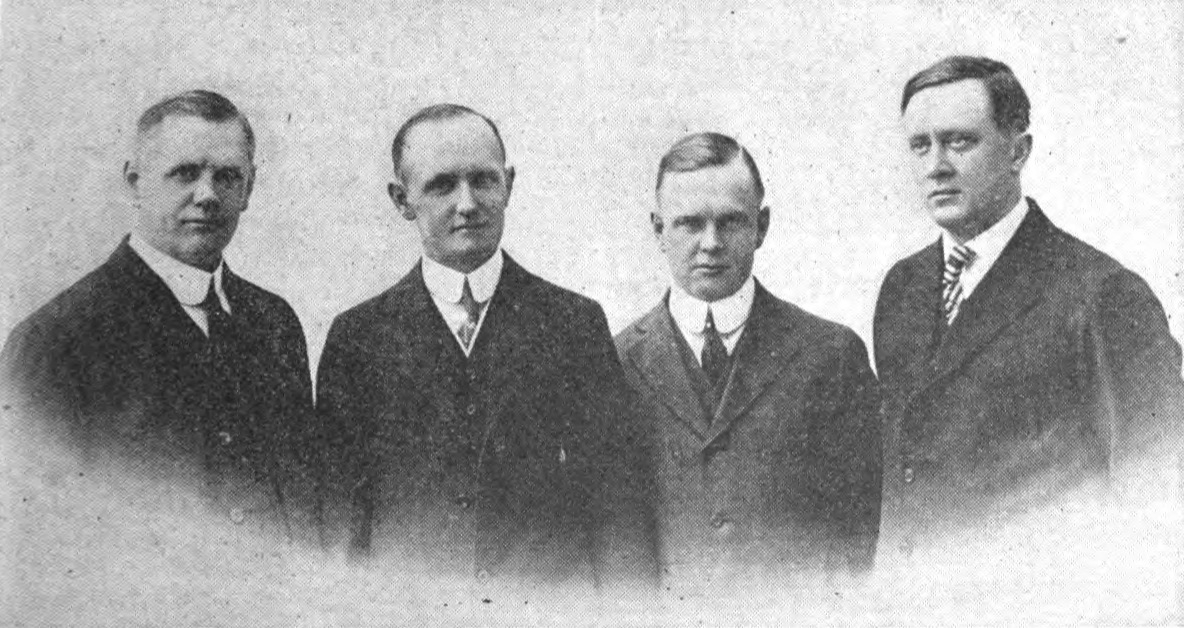
左から：ウィリアム・A・ダビッドソン、ウォルター・ダビッドソン Sr.、アーサー・ダビッドソン、ウィリアム・S・ハーレー。

### 創業
1901年、20歳のウィリアム・S・ハーレーが7.07立方インチ (116 cc)の小型エンジンと4インチ (102 mm) のフライホイールを設計した。エンジンは普通のペダル式自転車用フレームで使用するために設計された。それから2年に亘ってハーレーは幼なじみのアーサー・ダビッドソンと共に、ミルウォーキー北部の友人ヘンリー・メルクの自宅である機械工場で、自身の原動機付自転車（モペッド）の開発に取り組んだ。開発はアーサーの兄弟、ウォルター・ダビッドソンの助けを借りて1903年に完了した。完成した自転車を試験すると、ハーレーとダビッドソン兄弟は即座にそれがペダルの助け無しにミルウォーキー周辺の丘を登ることができないと分かった。彼らはすぐに最初の原動機付自転車を失敗作と認識し、同時に価値ある学習実験であったと見なした。
開発はすぐに、新しく改良された第二世代の機械から始まった。この最初の「本当の」ハーレーダビッドソン・オートバイは24.74立方インチ (405 cc)のより大型のエンジンと9.75インチ (25 cm)のフライホイールを搭載し、重さは28 lb (13 kg)であった。先進的なループ・フレーム・パターンは、1903年型ミルウォーキー・マーケル・モーターサイクル と類似していた。より大型のエンジンとループ・フレームは原動機付自転車のカテゴリから離れ、未来のオートバイデザインへの道筋を付けた。彼らはまたエンジンの開発に、オーレ・エヴィンルードの助けを借りた。エヴィンルードはエンジン開発のパイオニアであり、ミルウォーキーのレイクストリートで自動車用のガソリンエンジンを設計、製造していた。

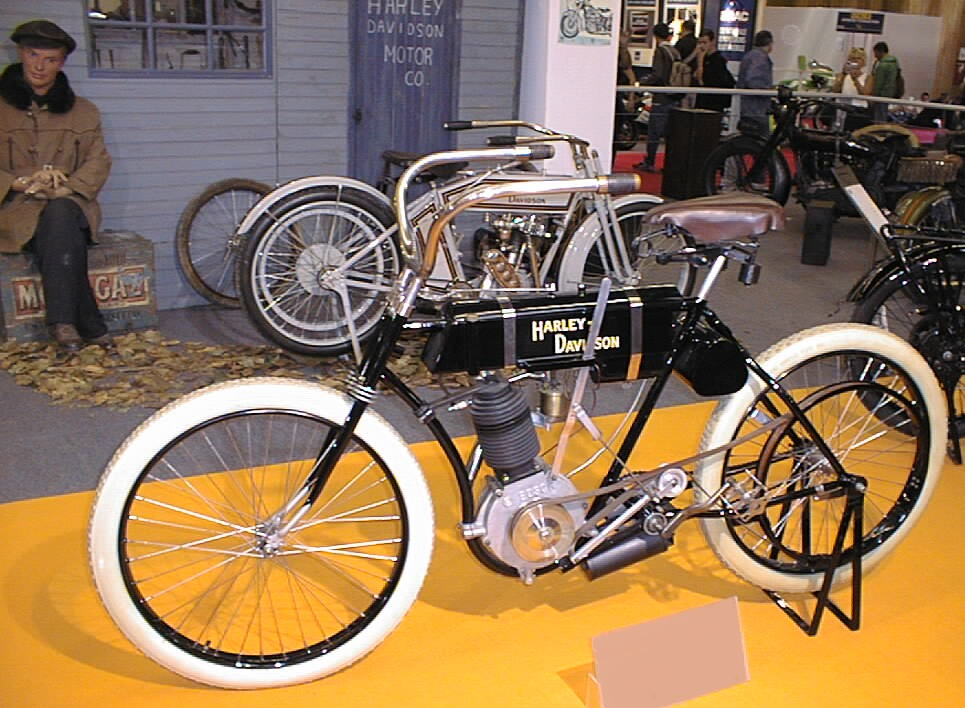
試作車

新しいループ・フレームを取り入れたハーレーダビッドソンの試作モデルはダビッドソン家の裏庭にある10 ft × 15 ft (3.0 m × 4.6 m)の広さの小屋で組み立てられた。しかしながら主要な部品の大半はどこか別の場所で製作され、その中には長兄のウィリアム・A・ダビッドソンが工具室主任を務める西ミルウォーキーレールショップが含まれると考えられる。この試作モデルは1904年9月8日までに動作するよう仕上げられ、ステートフェアーパークで行われたミルウォーキー・モーターサイクルレースに参加した。このオートバイにはエドワード・ヒルデブランドが乗って4位となった。これはハーレーダビッドソンのオートバイが歴史上初めて文書化された記録である。
1905年1月、「Automobile and Cycle Trade Journal」にハーレーダビッドソン製のDIY用ベア・エンジンの小さな広告が出される。4月までに完全なオートバイが非常に限られた台数だけ生産された。その年、最初のハーレーダビッドソン・ディーラーであるシカゴのカール・H・ラングが、ダビッドソン家の裏庭の小屋で生産された5台の内3台を販売した。数年後に元の小屋はジュノー通りの工場に運ばれ、モーターカンパニーの謙虚な起源に対するオマージュとして保存されていたが、1970年代初期に工場ヤードの清掃を請け負った業者によって誤って破壊された。
1906年、ハーレーとダビッドソン兄弟は最初の工場をチェストナット・ストリート（後のジュノー通り） に建設した。現在はハーレーダビッドソン社の本部となっている。このジュノー通りの工場は40 ft × 60 ft (12 m × 18 m)の広さの木造建物であった。会社はこの年、およそ50台のオートバイを生産した。

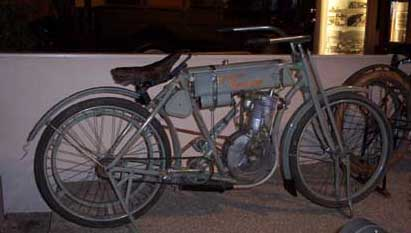
1907年型

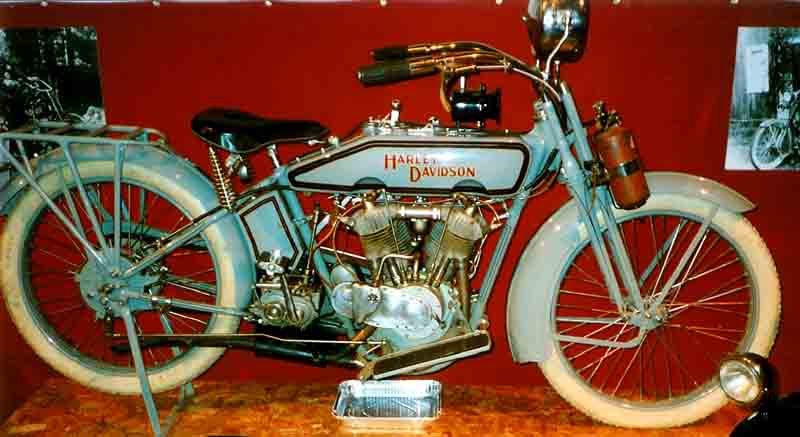
ハーレーダビッドソン 1,000 cc HT 1916年

1907年、ウィリアム・S・ハーレーは機械工学の学位を得てウィスコンシン大学マディソン校を卒業した。この年さらなる工場拡張が行われ、工場は2階建てとなりミルウォーキーペールイエロー（クリーム色）のレンガ造りの外観となった。新工場での1907年の生産台数は150台まで増加した。会社は9月に公式に法人格を取得した。同社はこの頃オートバイを警察署に販売し始めた。これは創立以来同社にとって重要な市場であった。
1905年と1906年の生産車は全て26.84立方インチ (440 cc)の単気筒エンジンを搭載したモデルであった。1907年2月に45度V型2気筒エンジンを搭載した試作車がシカゴ自動車ショーに展示された。Vツインモデルは発表され、広告も行われたが1907年から1910年までごく少数が生産された。これら最初のVツインモデルは53.68立方インチ (880 cc)のエンジンを搭載、7馬力 (5.2 kW)を発揮した。これは最初の単気筒エンジンモデルの倍のパワーであった。最高速度はおよそ60 mph (100 km/h)であった。生産台数は1908年の450台から1909年には1149台へと飛躍的に増加した。

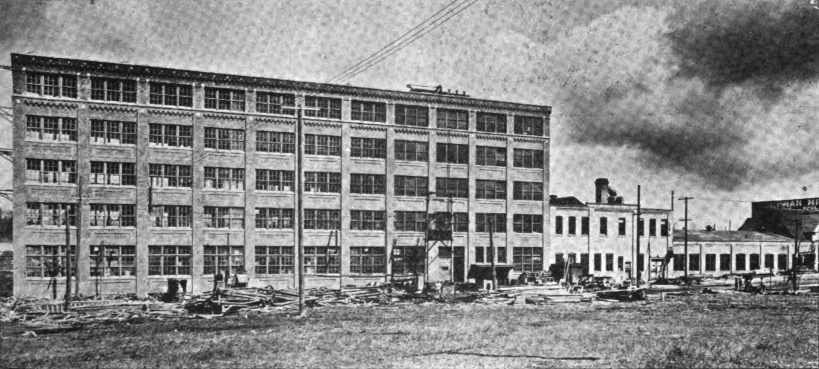
ハーレーダビッドソンの工場、1911年

1911年に改良されたVツインモデルが導入された。新型エンジンは機械式の吸入バルブを搭載し、エンジンの真空を利用して「自動的に」開閉する吸入バルブとは異なった。排気量は49.48立方インチ (811 cc)で、1911年のVツインエンジンは初期のVツインエンジンよりも小型であったが、より高性能になっていた。1913年以後、ハーレーダビッドソンが生産する大半のオートバイはV型2気筒エンジンツインモデルである。
1912年、ハーレーダビッドソンは特許を取得した「フルフローティングシート」を導入した。それはシートチューブの内側にコイルスプリングを装着し懸架するシートであった。スプリングの張力はライダーの体重に合わせて調整することができた。3インチ (76 mm)以上が調整できた。ハーレーダビッドソンはこの型のシートを1958年まで使用した。
1913年までに黄色レンガの工場は取り壊された。そして同じ場所に新しい5階建ての建物が建設された。1910年に始められたジュノー通りの工場は多くの拡張が行われ、38番街の角までを占めるようになった。モーターサイクルレースにおいてハーレーダビッドソンはインディアンよりも進んでおり、1914年以降はレースを支配した。生産台数はその年16,284台に膨らんだ。

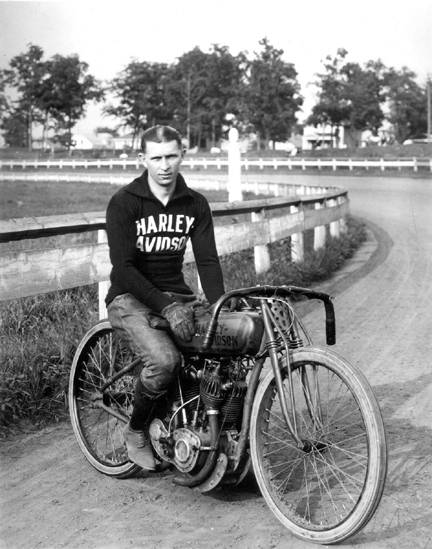
自身のハーレーに跨がるラルフ・ヘプバーン、1919年撮影

### 第一次世界大戦
1917年にアメリカ合衆国は第一次世界大戦に参戦した。そして、軍は戦争への協力としてオートバイを要求した。ハーレーのオートバイはパンチョ・ビリャ遠征で軍によって既に使用されていた。しかし第一次世界大戦は、オートバイが戦闘に使用された最初の例となった。アメリカ軍は第一次世界大戦の間に15,000台以上のオートバイをハーレーダビッドソンから購入した。

### 自転車
ハーレーダビッドソンは顧客をオートバイに引き込むことを目的として、1917年に一連の自転車を発売した。伝統的なダイヤモンドフレームの男性用自転車の他に、女性向け「レディ・スタンダード」ステップスルーフレームの3-18や、少年向けの「ボーイスカウト」5-17がラインナップされた。自転車は思うような売り上げができず、1923年に製造販売が取りやめられた。
ハーレーダビッドソン向けの自転車はオハイオ州デイトンでデイヴィス・マシン・カンパニーが1917年から21年まで製造した。デイヴィスは1921年に自転車の製造を取りやめた。

### 1920年代

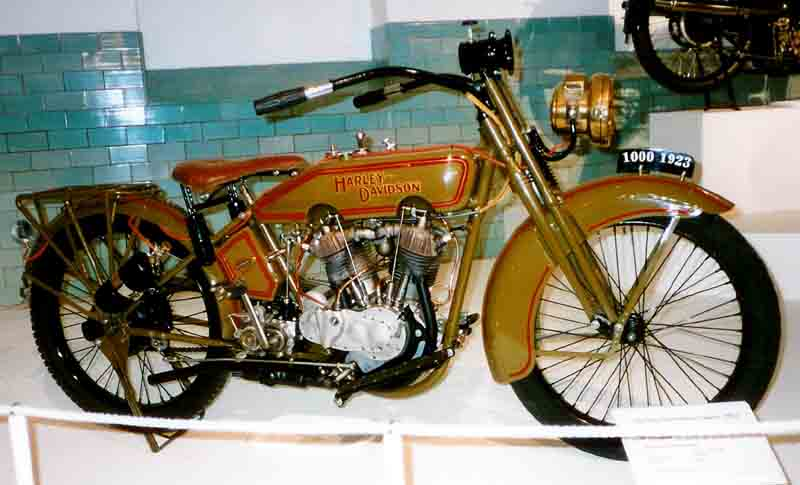
ハーレーダビッドソン 1000cc HT 1923年

1920年までにハーレーダビッドソンは28,189台を生産し、67カ国にディーラーを持つ世界最大のオートバイ・メーカーとなっていた。
1921年、オットー・ウォーカーはハーレーダビッドソンで平均速度100 mph (160 km/h)以上でレースに優勝した。
1920年代の間にいくつかの改善が行われた。1922年には74立方インチ (1,213 cc)の新型Vツインエンジンが導入され、1925年には「ティアドロップ」型の燃料タンクが導入された。1928年には特に J/JD だけではあるが、フロントブレーキが追加された。
1929年の晩夏、ハーレーダビッドソンはインディアン・101スカウトやエクセルシオール・スーパーXに対抗するため45立方インチ (737 cc)のフラットヘッド・Vツインエンジンを導入した。この「D」モデルは1929年から31年まで生産された。このモデルはジェネレーターが前部シリンダーと平行に装着されたため、インディアンのライダー達はこのモデルを「3気筒ハーレー」と嘲るように称した。シリンダーは2.745 in (69.7 mm)のボアおよび3.8125 in (96.8 mm)のストロークで、このサイズは大半の750ccで続けられ、例外は XA および XR-750 程度であった。

### 世界恐慌

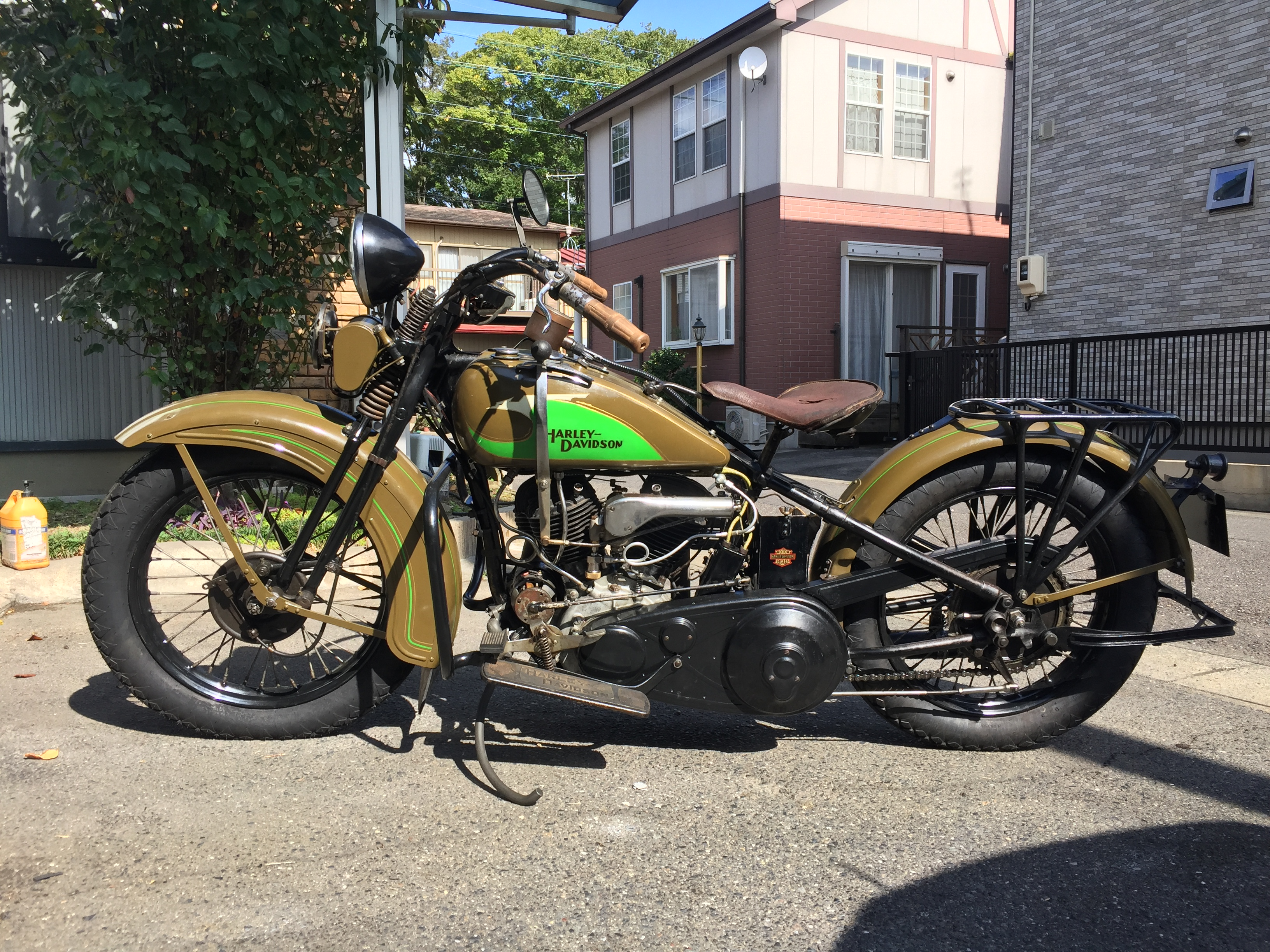
ハーレーダビッドソン 1933年 VC 1200cc サイドバルブ

ハーレーが45立方インチモデルを導入した数カ月後に世界恐慌が始まった。売上は1929年の21,000台から1933年には3,703台まで落ち込んだ。それにもかかわらず、ハーレーは1934年に向けての新たなラインナップを明らかにした。その中にはフラットヘッドエンジン搭載モデルや、アール・デコ調モデルが含まれた。
恐慌の残りを耐えぬくために、同社はオートバイ用エンジンを元に産業用エンジンを生産した。彼らはまた、サービカーと呼ばれる配達用三輪車を設計・生産した。このモデルは1973年まで生産が続けられた。

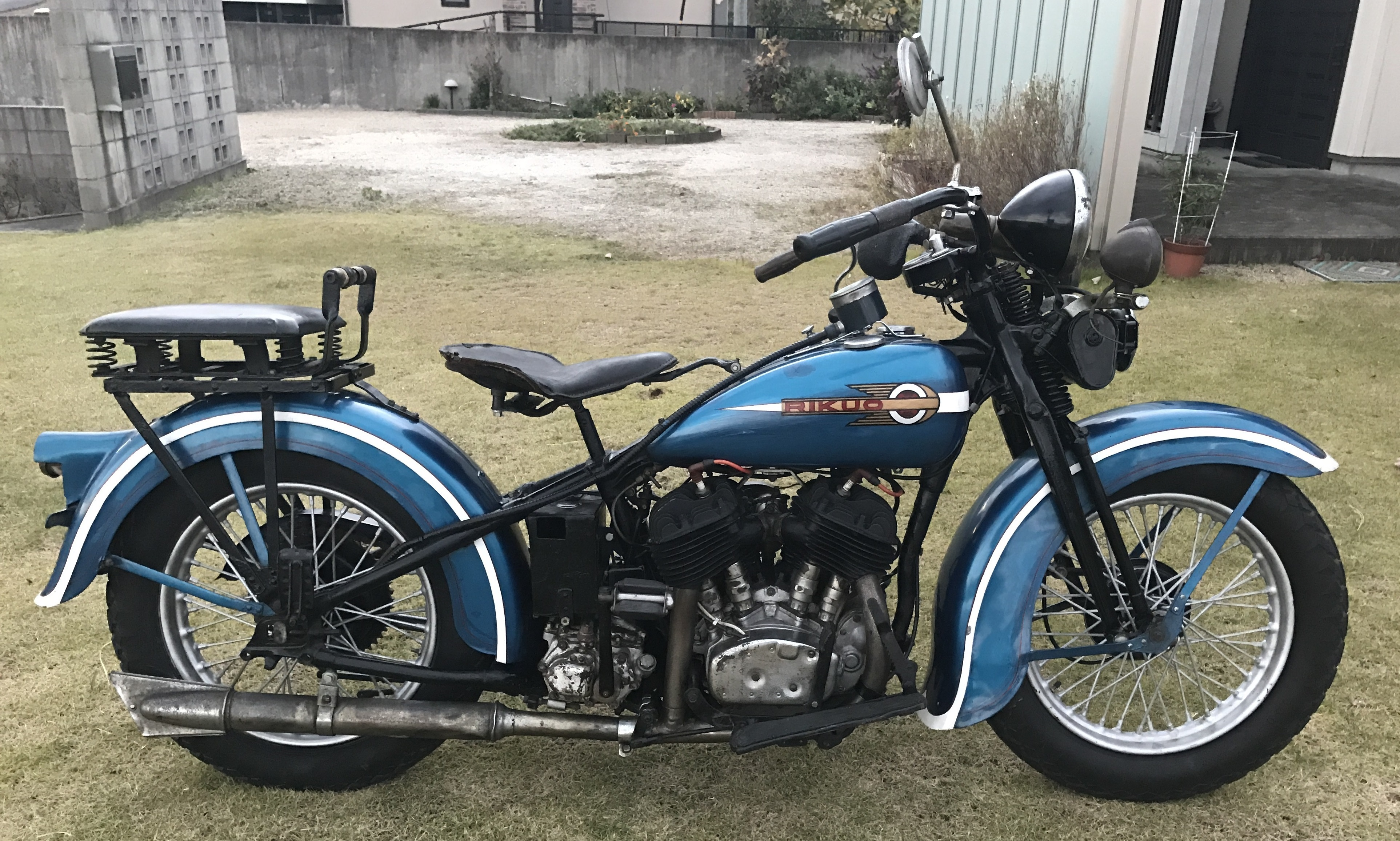
陸王1200VFD　1950年

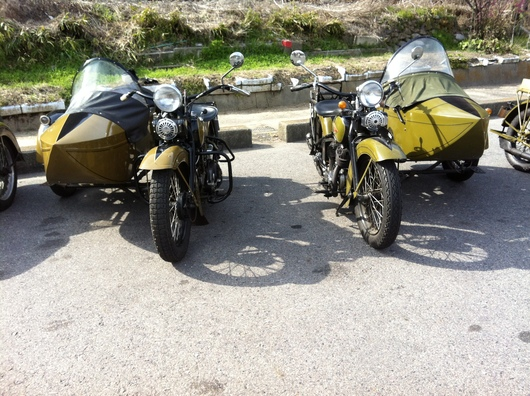
ハーレーダビッドソン 1934年　VD(Yosei) VFD(Emperor) 1200㏄

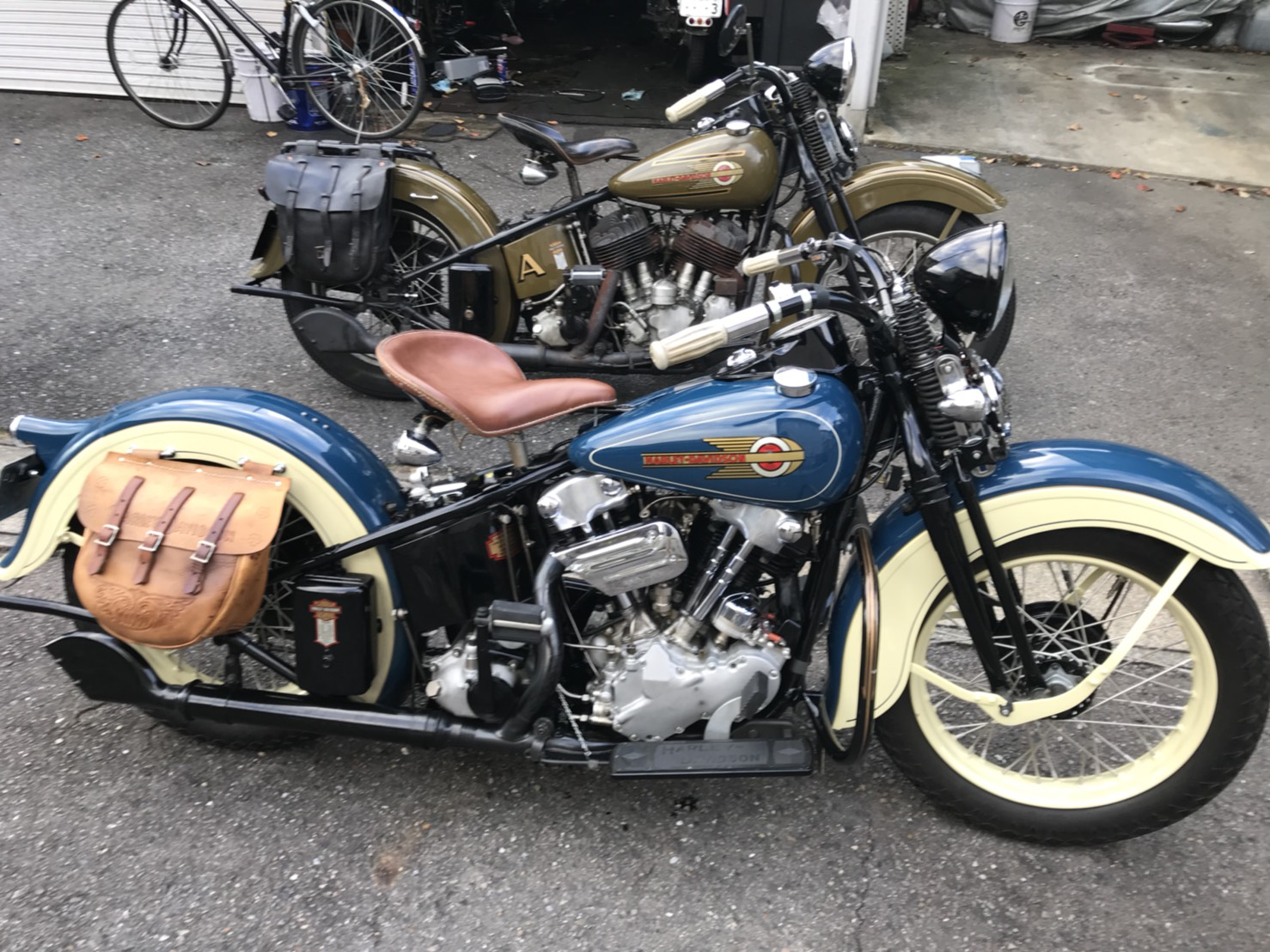
ハーレーダビッドソン 1936年 E 1000cc　1937年 UL1200cc

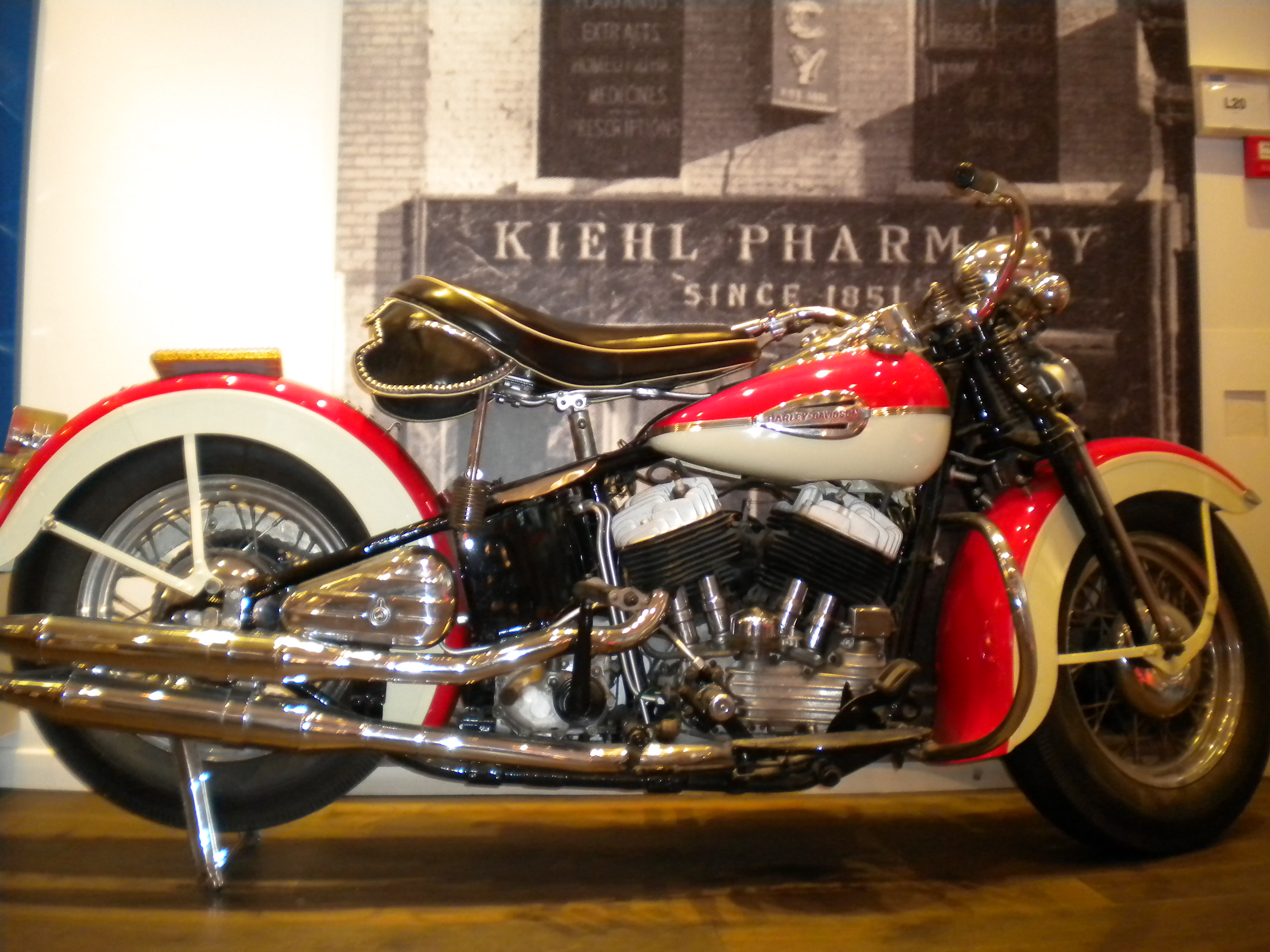
ハーレーダビッドソン UL

1930年代中頃に、アルフレッド・リッチ・チャイルドは日本で74-立方インチ (1,210 cc)の VL の生産ラインを開いた。日本のライセンスホルダー、三共製薬は1936年にハーレーとのビジネス関係を断ち切り、「陸王」のブランドネームで VL タイプの生産を継続した。
80-立方インチ (1,300 cc)のフラットヘッドエンジンは1935年にラインナップに加えられた。その頃までに単気筒エンジンモデルは生産が停止された。

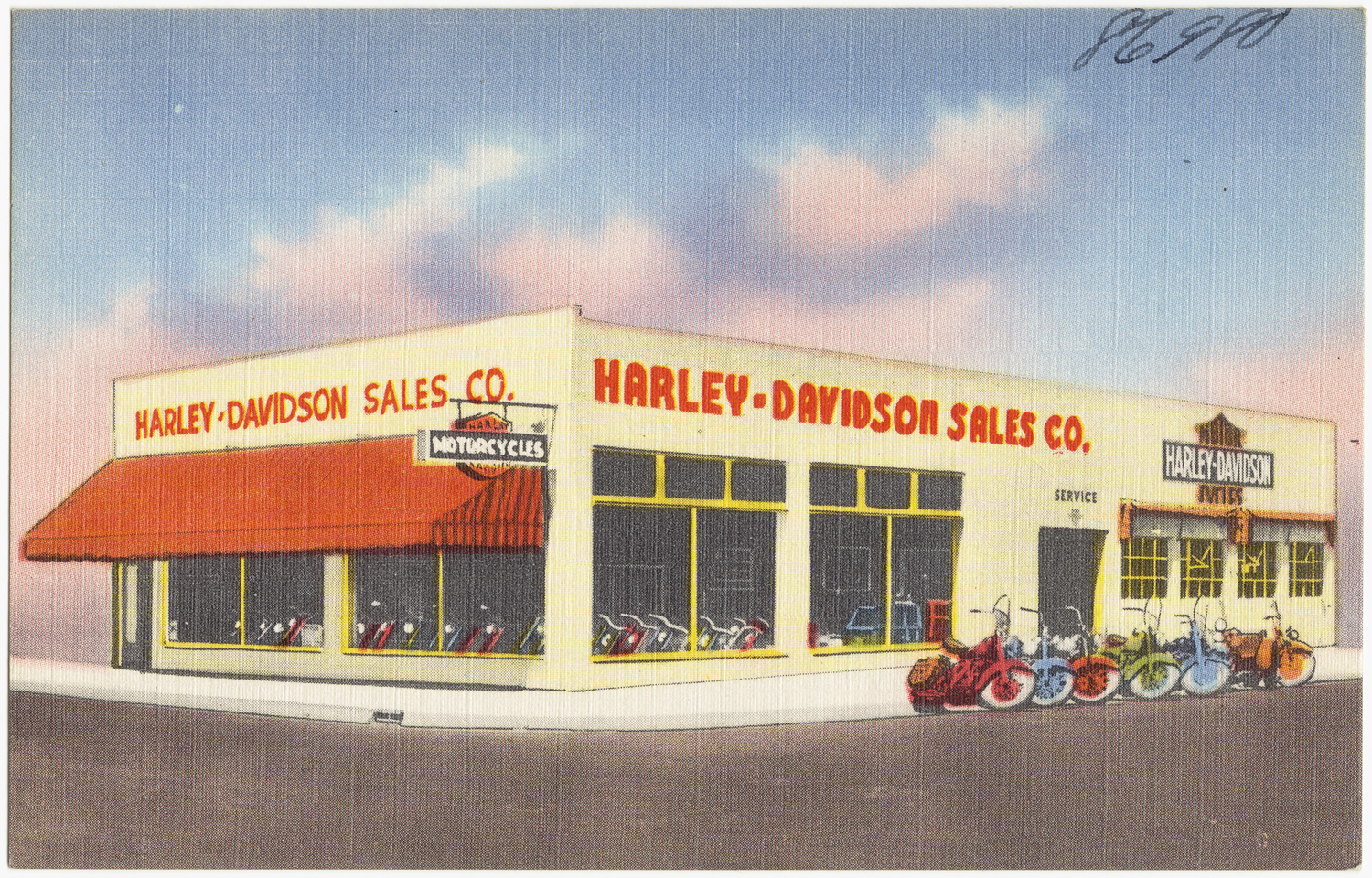
テキサス州のハーレーダビッドソン・ディーラー、1930年〜1945年頃

1936年、「ナックルヘッド」OHVエンジンを搭載した 61E と 61EL モデルが導入された。初期のナックルヘッドエンジンはバルブトレインの問題のため再設計の必要が生じ、生産初年度後半に生産されたエンジンには改良された新バルブトレインが装着された。
1937年までに、すべてのハーレーダビッドソンのフラットヘッドエンジンは「ナックルヘッド」OHVエンジンに導入されたものと同様のドライサンプ式オイル再循環システムが装備されていた。修正された74-立方インチ (1,210 cc)の V と VL は U と UL に、80-立方インチ (1,300 cc)の VH と VLH は UH と ULH に、45-立方インチ (740 cc)の R は W にリネームされた。
1941年、74-立方インチ (1,210 cc)の「ナックルヘッド」は F と FL として紹介された。80-立方インチ (1,300 cc)のフラットヘッド UH と ULH は1941年以降製造が中止され、一方 74" U と UL フラットヘッドモデルは1948年まで生産された。

### 第二次世界大戦

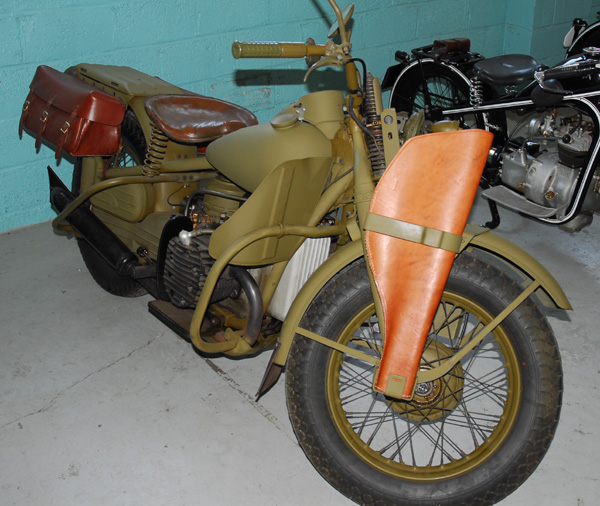
ハーレーはBMW・R71をコピーし、XAを生産した。

ハーレーダビッドソンは世界恐慌を耐え抜いた2社のうちの一つであり、第二次世界大戦中は再びアメリカ陸軍向けの多数のオートバイを生産、その後民生用車種の生産も再開した。導入した大型Vツインオートバイのシリーズはレースコース及び一般市場の両方で成功を収めた。
ハーレーダビッドソンは第二次世界大戦が始まる前からすでに陸軍に対して軍用バージョンの45立方インチ (740 cc) WL シリーズを供給しており、それらはWLAと呼ばれた。「A」はこの場合「陸軍 (ARMY)」を表した。戦争が始まるとハーレーは多くの製造業の会社同様に、軍用物資の生産にシフトした。90,000台以上の軍用オートバイ（大半はWLAとWLC（「C」はカナダ軍向け））を生産し、連合国に提供された。ハーレーは2つのArmy-Navy "E" Awardを受賞、1つは1943年、もう1つは1945年のことであり、それは生産における優秀さに対して授与された。

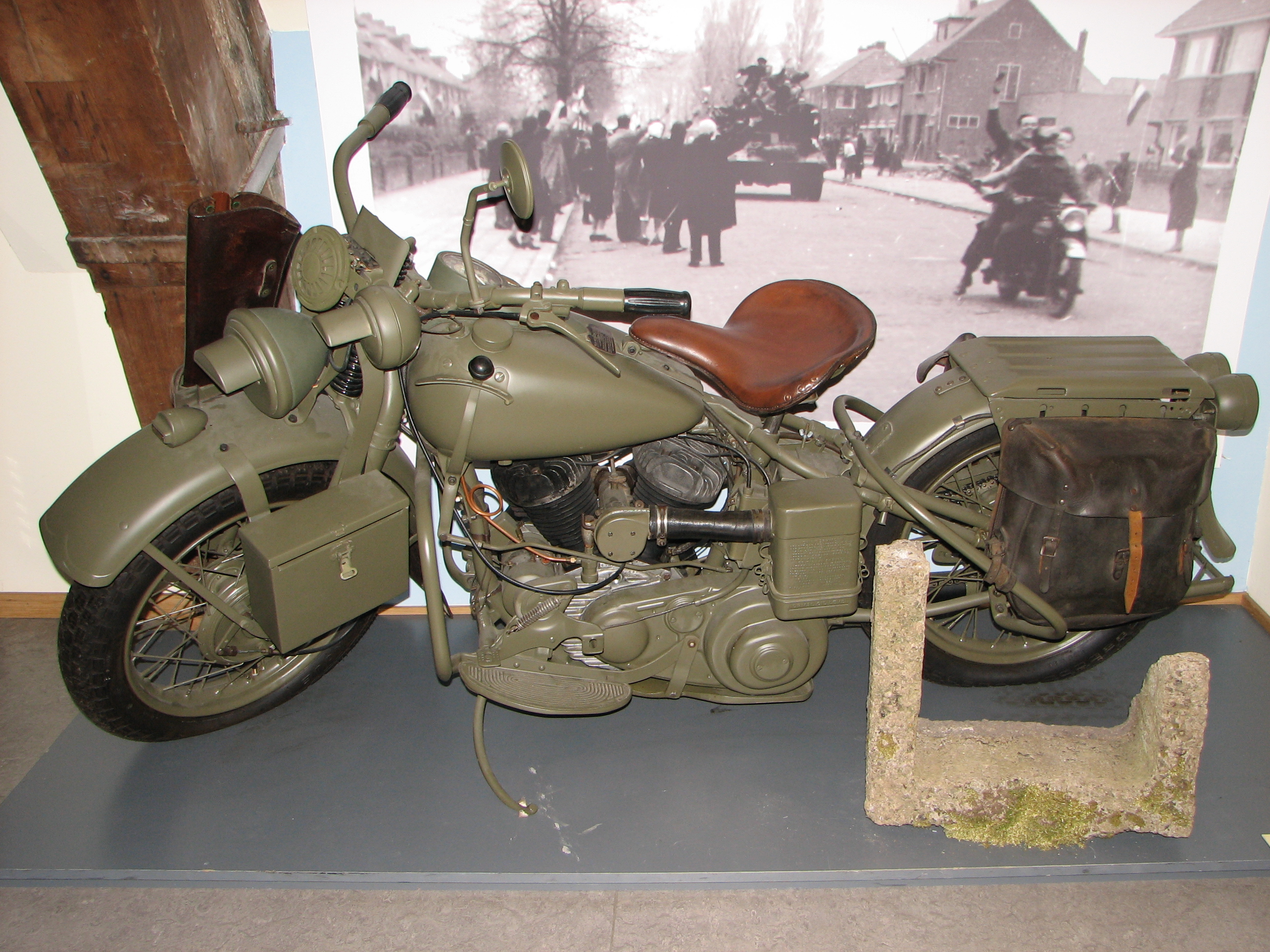
ハーレーはカナダ軍向けにWLCを生産した。

レンドリース法よって少なくとも30,000台以上のオートバイがソビエト連邦に送られた。4年間の戦争期間中に生産されたWLAは、1942のシリアル番号を有する。第二次世界大戦が終了するとWLAの生産は終了したが、その後1950年から52年まで朝鮮戦争で使用するために生産が再開された。
アメリカ陸軍もハーレーダビッドソンに対して、BMWのサイドバルブとシャフトドライブという特徴を持つ R71 の設計を取り入れたオートバイの生産を依頼した。ハーレーは主にBMWエンジンとドライブトレーンをコピーし、750ccでシャフトドライブのハーレーダビッドソン・XAを開発した。このエンジンはハーレーが今まで生産していたエンジンとはサイドバルブ以外は形状、部品およびデザインコンセプトで共通する点は無かった。フラットツインエンジンはフレーム全体でシリンダーを冷却するため、XA のシリンダーヘッドはVツインよりも56度も低かった。XA は、フル生産されることはなかった。軍の多目的車両として、オートバイはジープの影に隠れていた。そして、既に生産されていた WLA は、警察、護衛、伝令と言った限られた役割において十分であった。XA は1,000台が生産されたのみで、これはハーレー唯一のシャフトドライブモデルである。

### 小型車：ハマーとアエルマッキ

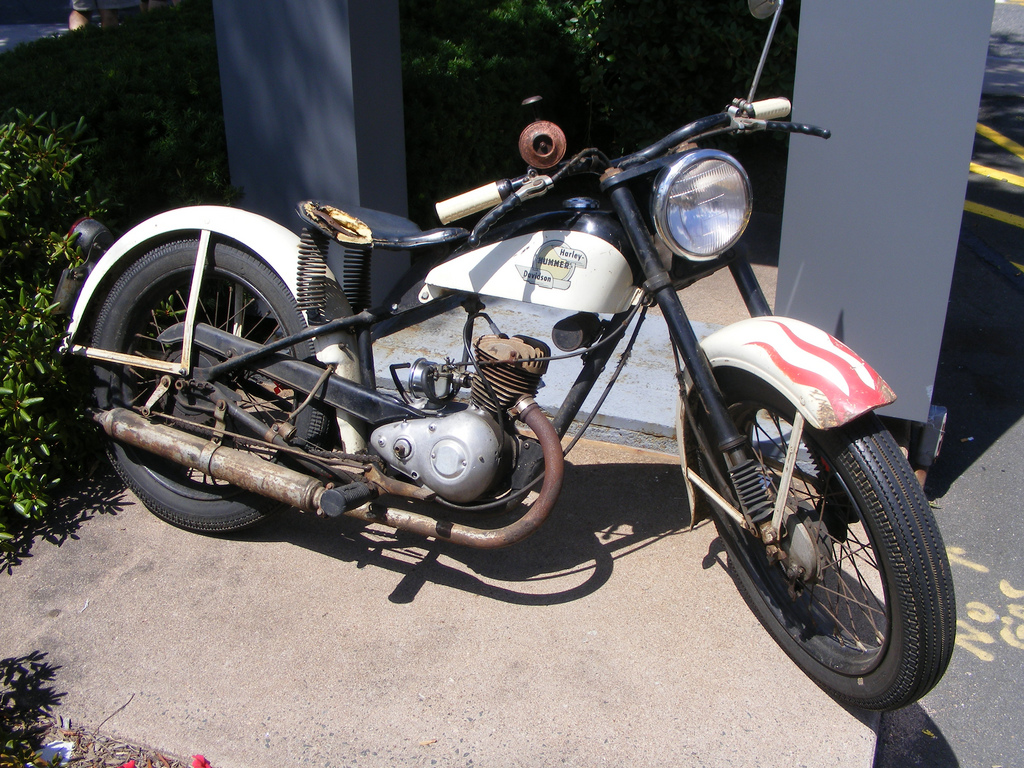
ハーレーダビッドソン・ハマー

戦争賠償の一部として、ハーレーダビッドソンはドイツの小型オートバイ（DKW・RT125）のデザインを取得した。それはアメリカ向けに適応され、1948年から66年まで製造販売された。様々なモデルが製造され、その中には1955年から59年まで製造されたハマーも含まれた。しかし現在ではその全てのモデルが「ハマー」と呼ばれている。イギリスのBSAも同じデザインを取得し、それはBSA・バンタムの基礎となった。

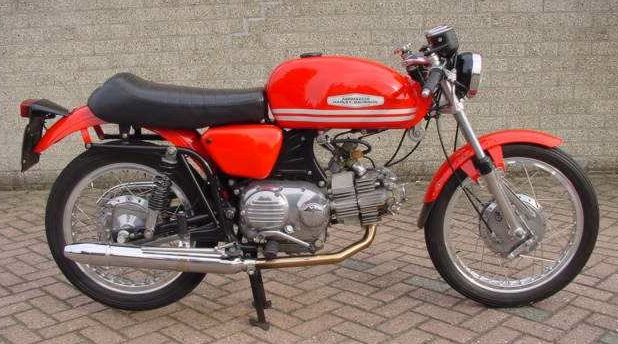
1971年型アエルマッキ・ハーレーダビッドソン ツーリスモ・ヴェローチェ

1960年、ハーレーダビッドソンはモデル165とハマーのラインをスーパー10として強化し、スクーターのトッパーを導入、アエルマッキのオートバイ部門の株式50%を購入した。翌年にはアエルマッキの250cc4ストローク単気筒マシンの輸入を始める。それはハーレーのバッジが付けられ、ハーレーダビッドソン・スプリントとして市場に投入された。スプリントのエンジンは1969年に350ccに拡大され、1974年に製造が中止されるまでそのままであった。
1965年末にペーサーとスカウトが生産中止されると、ボブキャットが最後のアメリカ国内産ハーレーダビッドソン製2ストロークマシンとなった。ボブキャットは1966年にのみ生産された。
ハーレーダビッドソンはアメリカ国内製2ストローク軽量マシンに代えて、アエルマッキ製の2ストロークマシン、M-65、M-65S、ラピッドを導入した。M-65はセミステップスルーフレームとタンクを特徴とし、M-65SはM-65のタンクを大型化、ステップスルーを取り除いたモデルであった。ラピッドはそれより大きく125ccのエンジンを搭載した。アエルマッキ製のハーレーは、1974年に4ストローク350ccのスプリントが2ストローク250ccのSS-250に置き換えられ、全て2ストロークマシンとなった。
ハーレーダビッドソンは1974年にアエルマッキを完全子会社とし、1978年にカジバに売却するまで2ストロークマシンを生産し続けた。

### 傷ついた評判

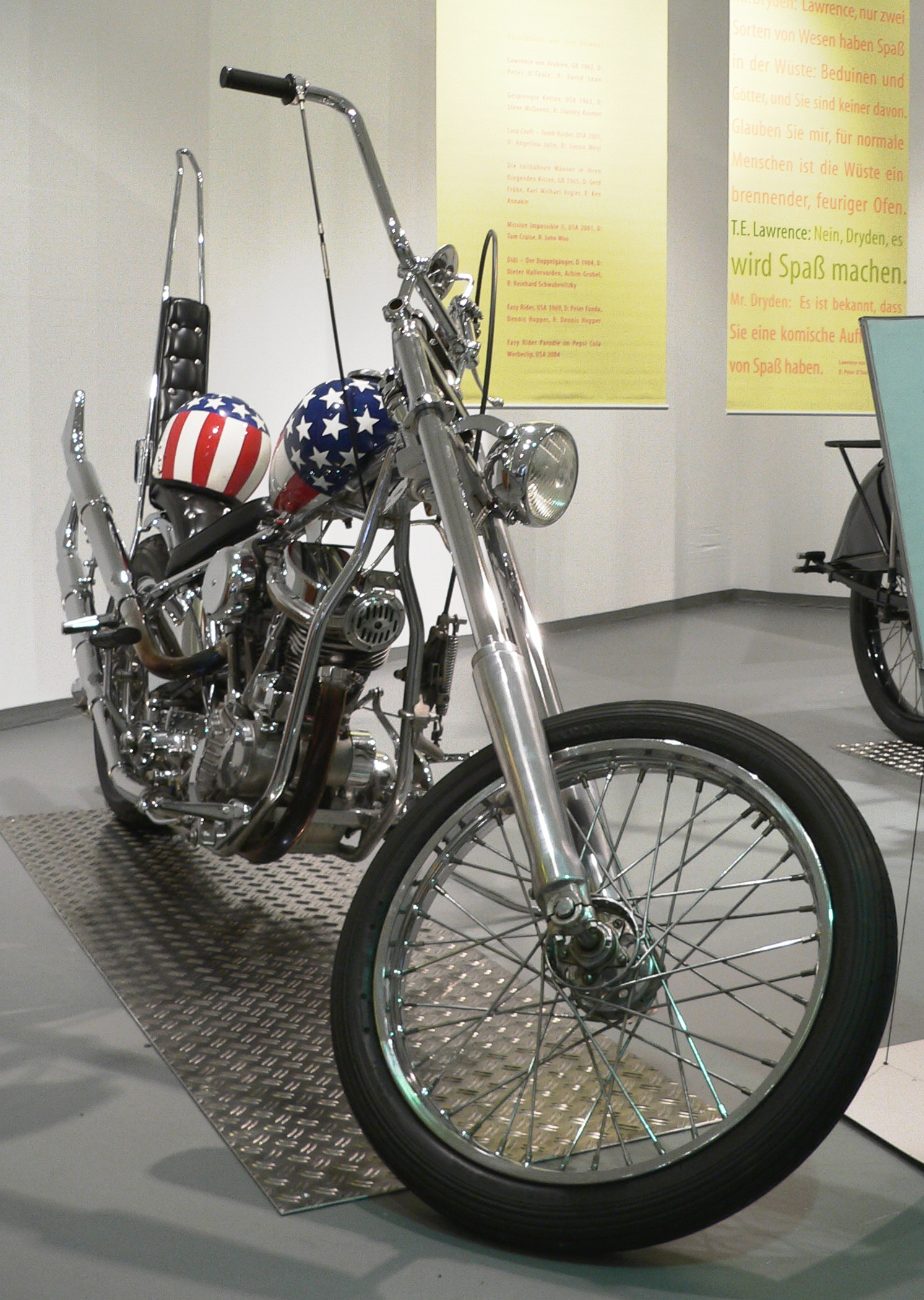
映画「イージー・ライダー」でキャプテン・アメリカが乗ったバイクのレプリカ。

1952年、アメリカ国際貿易委員会が輸入オートバイに対して40%の関税を適用し、ハーレーダビッドソンは競争制限協定の責任を負った。

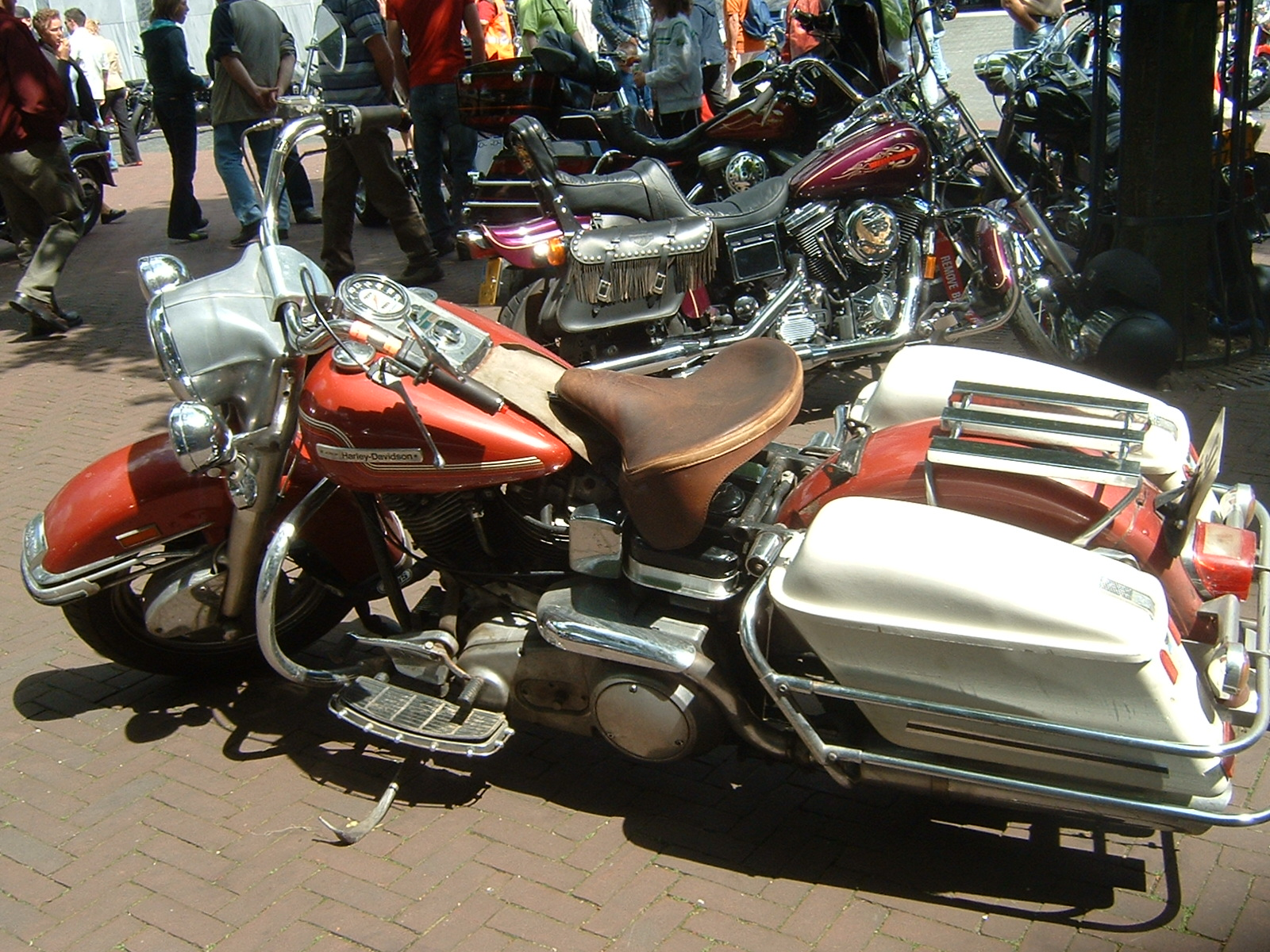
AMF H-D エレクトラ・グライド

1969年にアメリカン・マシン・アンド・ファウンドリー (AMF) がハーレーダビッドソンを買収、生産を合理化し人員を削減した。その結果、ストライキが多発し、製品品質は低下していった。ハーレーダビッドソンのバイクは高価で、性能、ハンドリング、品質面において日本製のオートバイに劣っていた。売り上げと品質は低下し、同社の倒産につながった。「"Harley-Davidson"」は「"Hardly Ableson"」、「"Hardly Driveable"」、「"Hogly Ferguson"」と揶揄された。そして「"Hog"（豚）」は軽蔑的なあだ名となった。
1976年に発売したアメリカ合衆国建国200年記念リバティ・エディションが成功した後、ハーレーダビッドソンは最も論議を呼んだモデル、ハーレーダビッドソン・コンフェデレート・エディションを翌1977年に発売した。これは基本的なモデルに南部連合をイメージする塗装とディティールを施したものであった。

### 再建と復帰
1981年、AMFはハーレーダビッドソンをヴォーン・ビールス、ウィリー・G・デヴィッドソンが率いる13名の投資家グループに8,000万ドルで売却した。その後、生産はジャストインタイムのシステムを導入し、厳しく管理された。
80年代前半にハーレーダビッドソンは、日本メーカーがオートバイをアメリカに対して大規模に輸出することは、アメリカ国内メーカーを脅かすと主張した。国際貿易委員会による調査の後、レーガン大統領は1983年に700cc以上のエンジンを搭載する輸入オートバイに対して45%の関税を課した。その後ハーレーダビッドソンは日本のオートバイメーカーからの援助の申し出を拒絶した。しかし、同社は日本メーカーからの債務保証と引きかえに関税の要請を下ろす申し出を行った。
新しいハーレーダビッドソンの経営陣は、モデルを日本人向けにマッチさせようとするよりむしろ「レトロ」な味わいを利用することにした。そして、初期のモデルや当時のオーナー達が行ったカスタマイズの風合いを採用したモデルを生産した。ブレーキやフォーク、ショックアブソーバー、キャブレター、電装系及びホイールなど多くのコンポーネントが外国企業に外注され、品質は向上、技術的に改善された。そして、売上は次第に回復していった。
ハーレーダビッドソンはミズーリ出身のエンジニアであるビル・デイヴィスから「サブ・ショック」-片持ち式のリアサスペンション- の設計を買い取り、ソフテイルシリーズに採用、開発を行い、1984年にFXSTソフテイルとして発売した。
ベビーブーム世代が高齢化することでオートバイ市場が失われる可能性に応じて、ハーレーダビッドソンは1986年に高級モーターホームメーカーのホリデー・ランブラーを買収した。しかしながら1996年にホリデー・ランブラーはモナコ・コーチ・コーポレーションに売却された。

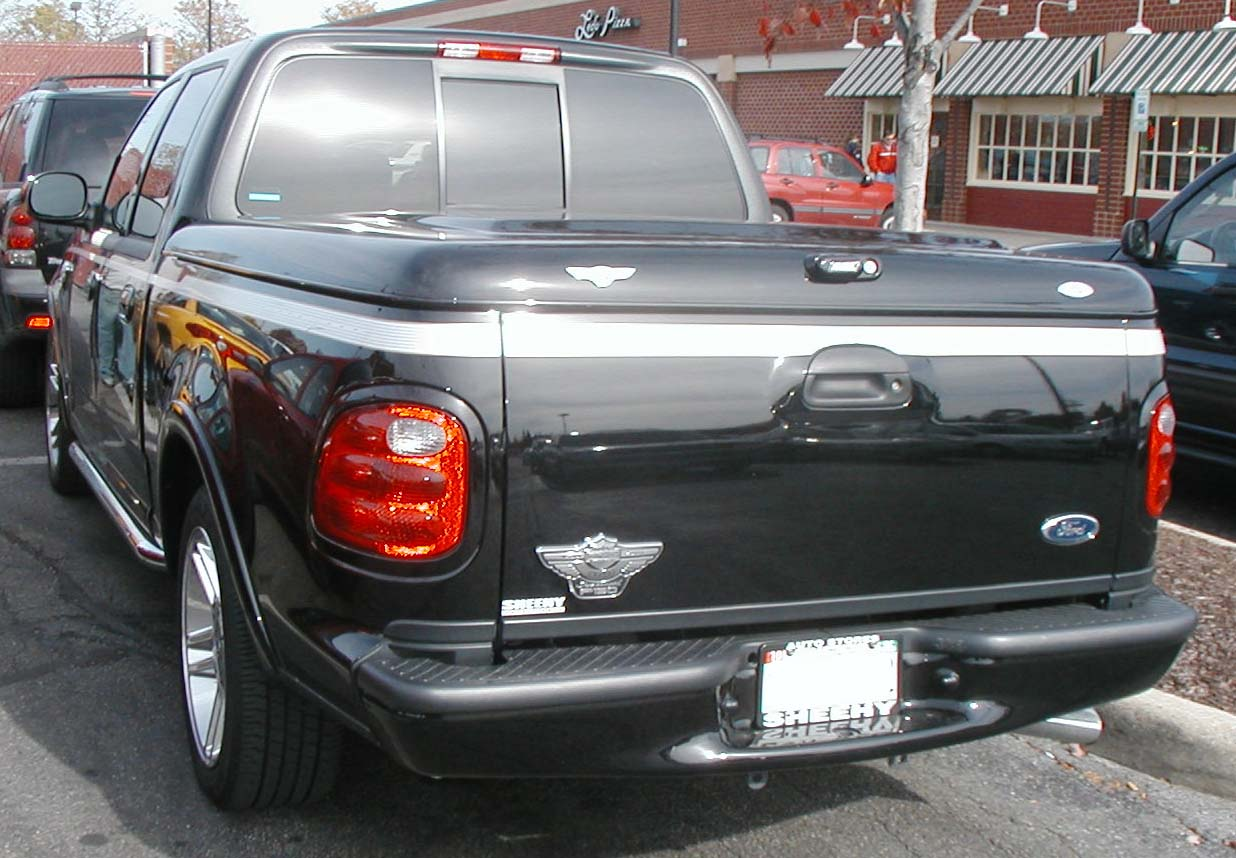
フォード F-150 スーパークルー
ハーレーダビッドソン・エディション

二重ベルトドライブを採用した「スタージス」は1980年に発表され、3年間生産された。その後、1991年に記念モデルとして再生産された。1990年までに「ファットボーイ」を導入したことで、ハーレーは再び重量級マーケット（750cc以上）でのセールスリーダーに返り咲いた。当時の「ファットボーイ」の紹介では、銀色の塗装とその他の特徴はB-29爆撃機を模した物だとされ、「ファットボーイ」の名称は原子爆弾の「ファットマン」と「リトルボーイ」を組み合わせた物だとされた。しかしながら、Snopes.comではそれは都市伝説だとしている。
1995年にFXRに代わってダイナ（FXD）が投入された。それはFXビッグフレームにゴム製マウントを装備した物であった。FXRは特別な限定版（FXR2, FXR3 & FXR4）として1999年から2000年まで短期間復活した。
2000年、フォード・モーターはF-150ハーレーダビッドソンエディションを投入、2003年まで生産した。2004年にはスーパーデューティーハーレーダビッドソンエディションを投入、2011年まで生産した。F-150ハーレーダビッドソンエディションは2006年に生産が再開され、2012年まで続いたが、売上は上がらず2013年型では生産されなかった。同エディションはF-150の総売上の中、僅か1-2パーセントにしか過ぎなかった。
ハーレーダビッドソンはミルウォーキーのメノモニー・バレーにハーレーダビッドソンミュージアムの建設を始める。建設は2006年6月1日に始まり、総工費は75万ドル、130,000平方フィート (12,000 m2) の総面積であり、2008年に開館した。同社が生産した歴史的オートバイのコレクション及び会社の関係品が展示され、レストランやカフェ、会議スペースも存在する。

### ビューエル

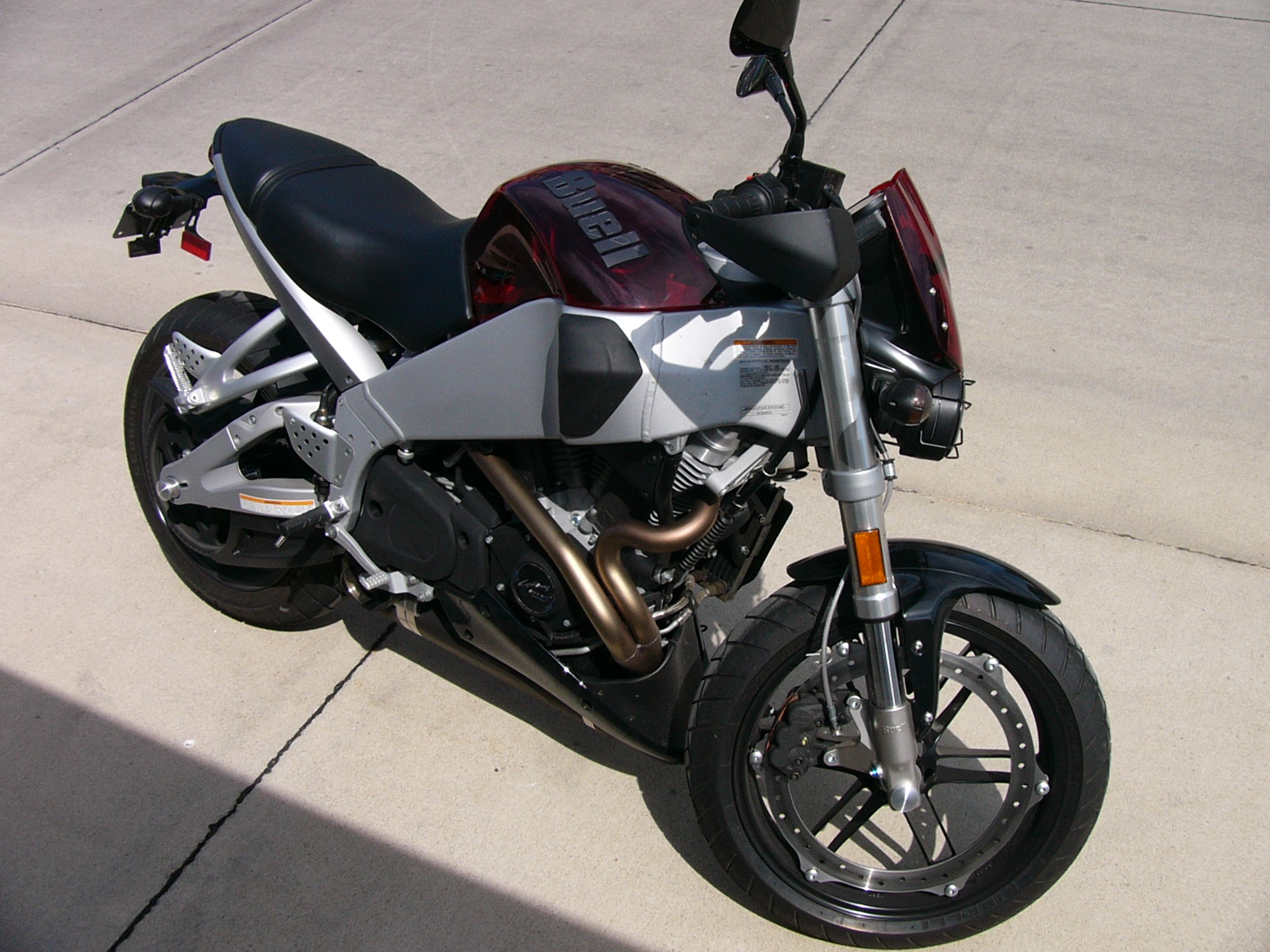
ビューエル・ライトニング XB9SX

ハーレーダビッドソンとスポーツバイクメーカーのビューエルの提携は、ハーレーが50基の余剰XRエンジンを提供した1987年から始まった。ビューエルは1993年までハーレーからエンジンを購入、その年ハーレーはビューエルの株式の49%を購入した。1998年には持ち株を98%まで増やし、2003年まで完全子会社とした。
初心者にオートバイへの関心を持たせ、特にハーレーダビッドソンに惹きつけるため、ビューエルは低コスト、メンテナンスの負担の少ないオートバイを開発した。その結果、2000年に単気筒のビューエル・ブラストが発表され、同モデルは2009年まで生産された。
2009年10月15日、ハーレーダビッドソンはビューエルの生産を停止すると公式発表した。その理由は生産をハーレーダビッドソンブランドに集中させるためであった。同社はビューエルの売却を拒否した。創業者のエリック・ビューエルはその後エリック・ビューエル・レーシングを設立、レース用オートバイの1125RRの開発と製造を続けた。

### 初の海外工場
1998年、アメリカ国外初の工場がブラジルのマナウスにオープンした。この工場はマナウスフリーゾーンの制度を活用し、南半球での販売を担当するために建設された。

### 株価操作問題
1990年代後半から21世紀初頭の需要ピークの期間に、ハーレーダビッドソンは国内のディーラー数を拡大するプログラムに着手した。同時に、現存のディーラーは最も人気のあるモデルいくつかの、最大1年になるウェイティングリストを一般的に持っていた。ハーレーダビッドソンのようなメーカーは販売数を記録するが、それは消費者が購入した数ではなくディーラーに出荷した数である。したがって、メーカーはディーラーに対して「詰め物」と呼ばれる架空の売上を要求することで、販売数を膨らませることができる。2003年に需要が減少し、このニュースが報じられると株価は劇的に下落した。2004年4月の株価は60ドル以上あったのが40ドル未満となった。この株価下落の直前に、前CEOのジェフリー・ブルースタインはストックオプションを行使して4200万ドルの利益を得た。ハーレーダビッドソンは同社の経営陣が利益を故意に騙し取ったとして、多数の投資家によって訴えられることとなった。2007年1月までに、ハーレーダビッドソンの株価は70ドルに達した。

### ポリスツーリングモデルの問題
2000年頃からいくつかの警察署は、ハーレーダビッドソン・ツーリングの高速不安定性に関する問題を報告し始めた。ノースカロライナ州ローリーのチャールズ・ポール巡査は2002年型ツーリングモデルで走行中にシミー現象が生じ、事故死したと伝えられる。カリフォルニア・ハイウェイパトロールは2006年にポリスツーリングモデルのテストを行った。テストライダーは、テストコースを走行中にぐらつきや不安定性を経験したと報告した。

### 2007年のストライキ
2007年2月2日、ペンシルベニア州ヨークのハーレーダビッドソン最大の工場で約2,700名の従業員が、賃金及び健康福利に関する交渉が妥結できなかったため、ストライキを行った。このストライキの間、同社はストライキに参加した従業員の健康福利に関するいかなる支払いも拒否した。
ストライキの前日、組合は提示された契約条件に反対票を投じ、ストライキを承認すると、会社側は工場での全ての生産を停止した。ヨーク工場は組合員、非組合員を合わせて3,200名以上の労働者を採用していた。
ハーレーダビッドソンは2007年2月16日に、最大の製造工場で組合員との労働協約の合意に達したため、2週間目になるストライキの進展を発表した。ストライキでハーレーダビッドソンの国内における生産は中断され、ウィスコンシンでは440名の従業員が解雇された。また、ハーレーに対する部品供給元もストライキが原因で労働者を解雇した。

### MVアグスタグループ
2008年7月11日、ハーレーダビッドソンは1億900万USドルでMVアグスタグループを買収する合意書に署名したと発表した。MVアグスタは高性能マシンのMVアグスタと、軽量マシンのカジバの2ブランドを生産している。買収は8月8日に完了した。
2009年10月15日、ハーレーダビッドソンはMVアグスタの経営から手を引くことを発表した。ハーレーはMVアグスタをクラウディオ・カスティリオーニに売却し、2010年8月の1週目に業務を終了した。カスティリオーニはMVアグスタの元オーナーで、ハーレーが2008年に買収した当時のMVアグスタの社長であった。

### インドでの創業
2009年8月にハーレーダビッドソンはインド市場への参入計画を発表し、2010年からオートバイの販売を始めた。同社は2011年にデリー近郊のグルガーオンに子会社（ハーレーダビッドソン・インディア）を設立し、インド国内のディーラー網を整備した。

### 金融危機
インターブランドによると、ハーレーダビッドソンブランドの価値は2009年に43億4000万ドルへと、43パーセント減少した。価格の下落は、その前年の4分の2で企業収益が66パーセント低下したことに関連していると考えられる。2010年4月29日にハーレーダビッドソンは、ウィスコンシン工場での生産コストを5,400万ドル削減しなければならず、これを達成するために国外での生産拠点を開拓すると発表した。発表の後、大規模なリストラが行われた。それは2009年前半に始まり、2つの工場と1つの集配センターが閉鎖、およそ3,500名の従業員のほぼ25パーセントの削減が含まれた。2010年9月14日にはウィスコンシンの工場は残されると発表した。

### ドナルド・トランプとの軋轢
2017年以降、ハーレーダビッドソンは、アメリカ国内の販売不振とアメリカ合衆国のTPP交渉からの離脱を視野に入れ、一部工場（カンザスシティー）の閉鎖とタイ王国での新規工場建設を計画していた。2018年、アメリカ合衆国大統領ドナルド・トランプは「貿易赤字」を理由に、世界からアメリカ合衆国に流入する工業製品等に、新たな関税を科すことを表明した。
欧州連合などは、一斉にアメリカ製オートバイやバーボンなど、ハーレーやトランプ支持者が多い地域を狙い撃ちする報復関税を示唆し始めたことから、ハーレーは2018年6月25日に、カンザス工場の閉鎖と海外移転を発表した。
これを受けてトランプ大統領は翌26日、「ハーレーダビッドソンが報復関税の圧力に負けて海外へ生産拠点を移そうとしている」として非難。国外へ移転するのであれば、ハーレーは降伏して終わりを迎えるとTwitterで警告を発するとともに 不買運動を支持した。
その後もハーレーダビッドソンはタイ工場をアジア向け生産拠点として拡張し続けており、2022年より日本向けの車両についても、CVOやトライクなどの一部の車両を除いてほぼタイ製となっている。

## 日本との関わり
1912年（明治45/大正元年）に、日本陸軍が初めて輸入を行ない、後にサイドカーを中心として軍用車両として用いられた。一時期は日本で「陸王」の名でサイドバルブエンジン搭載の車両がライセンス生産・販売されたこともあった。製造メーカーが倒産した後は、再び代理店による輸入販売のみとなったが、現在は、1989年（平成元年）8月に日本法人のハーレーダビッドソンジャパン株式会社（HDJ）が設立され、正規販売を行なっている。2013年（平成25年）6月より東新宿駅直結の新宿イーストサイドスクエアに本社を移転している。
なお、かつて日本でライセンス生産されていたハーレーダビッドソン車両については、陸王 (オートバイ)を参照。
東日本大震災の後の2012年5月、カナダのグレアム島の人里離れたビーチに流された海上コンテナの中から、6,500キロメートル離れた宮城県のナンバープレートがついている、錆だらけのハーレーダビッドソン（ナイトトレイン）が発見された。所有者は宮城県山元町の29歳男性で、この被災で家と3人の家族を失っていた。ハーレーダビッドソン社は無償で修理し、離れたこの所有者の元へ送り返すことを発表した が、持ち主の意向により、現状のまま本社のあるウィスコンシン州のハーレーダビッドソン博物館で展示されることとなった。

### ブランド戦略
コト消費も参照
従前の代理店による販売体制では、他社との併売を含めた正規ディーラーの他に並行輸入や業販での正規外販売も行われており、故障やメンテナンス体制の不備が多かったことから、評判が悪くブランド価値が棄損していた。そこでHDJは、各地の正規販売店・レターショップ（販売協力店）に一定のサービス水準を設け、並行輸入や業販取り扱いを徹底的に排除した。それらのショップには、顧客会員制度である「HOG（Harley Owners Group）Chapter」を設置。そして「ハーレーの10の楽しみ」と銘打ち、「乗る・出会う・装う・創る・愛でる・知る・選ぶ・競う・海外交流・満足」という、乗るだけでは無い、ライフスタイルを提案するマーケティングを展開しブランド価値の再構築に力を注いだ。
結果、HDJ開始前には年間2.3000台だった販売台数が上昇を続け、2000年には751cc以上の市場でシェアNo.1を達成し、さらに401cc以上のオートバイ市場でも、2003年にシェアNo.1を達成した。このブランド戦略は業界で大きな話題になり、後の、ホンダ・カワサキ・ヤマハの専売店戦略に大きな影響を与えた。
2008年には昭島市に、全国販売店スタッフの総合研修施設「HDJファミリー総合トレーニングセンター」（2016年より「HARLEY-DAVIDSON UNIVERSITY JAPAN」に改称）を開設。
2016年（平成28年）12月現在の正規販売網拠点は、78社114拠点に達している。
なお、2022年からHDは日本向けの車両を米国製造からタイ王国製造に切り替えているが、HDJは製造国の変更については公表しておらず、販売店も消費者に伝えていない点が懸念される。

## 特徴

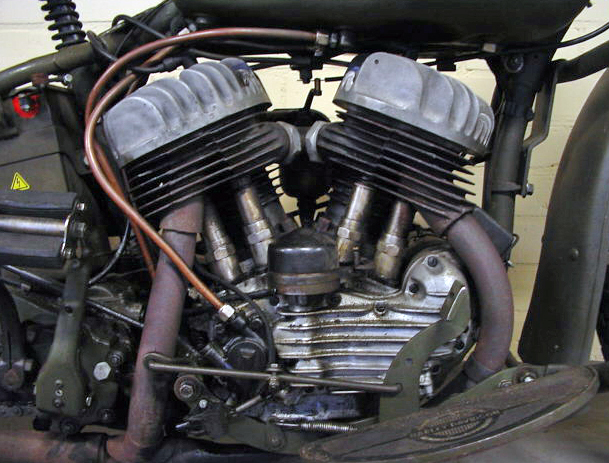
V型フラットヘッドエンジン

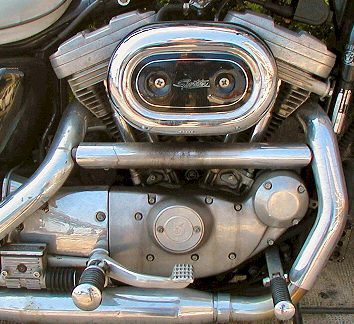
V型OHVエボリューションエンジン

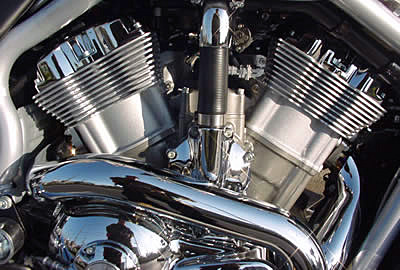
V型水冷DOHCレボリューションエンジン

ハーレーダビッドソン社製オートバイ最大の特徴は、大排気量空冷OHV、V型ツインエンジンがもたらす独特の鼓動感と外観であり、これに魅せられた多くのファンがいる。駆動はクランク運動をプライマリーケース内でチェーンからベルトに変換され後輪へと伝えるベルトドライブである。日本メーカーの“アメリカン”と呼ばれるカテゴリーのほとんどは、OHC、V型ツインエンジンというハーレーを手本とした設計であるがベルトドライブの採用は珍しく、大きく横に張り出したケースも外見上の特徴となっている。
クルーザー以外の車両はカフェレーサー（XLCR1000）を限定生産する程度である。
2001年、アメリカ本社最高経営責任者兼会長のブルースタインは、「高級なハーレーからポピュラーなハーレーへ、誰でも乗れるハーレーを目指す」との考えを示している。
1999年にエボリューション1,340 ccから現行エンジン、ツインカム88・1,450 cc（88 キュービックインチ = 約1,442 cc）へ移行が始まり、2000年にはソフテイル系にツインカム88B（バランサー）が積まれ、2007年にはそれらのエンジンを1,584 ccにストロークアップさせた。ツインカム96（キュービックインチ）の登場である。その大排気化に伴い排出ガス規制の適合が問題となっていた。 2001年からは排気系に酸化触媒が導入され、2007年には新車販売される全モデルがインジェクション化されたことで排気中の酸素濃度が制御できるようになり、より浄化能力の高い三元触媒へ変更された。
インジェクション化に伴い、エンジンのフィーリングなどが従来のキャブレター仕様のものと少々異なるため、キャブ仕様のモデルも根強い人気を集めている。
これは燃料供給方式の相違と言うよりも、インジェクション車に備わるECUが常に点火時期と燃料供給量を最適化しているためで、いわばキャブ機構特有のだるさ（レスポンスの悪さ = 負圧式キャブならば、スライドピストンがスロットル開度及び吸入負圧に対して的確に作動するまでの、僅かなタイムラグが発生する）が解消されたためと言える。
インジェクション化により、低温でガソリンが十分に気化しない場合や標高が高く酸素が少ない場合での冷間始動と、渋滞などの状況でエンジン温度が高まっている時の再始動でも、各種センサーによる補正により安定した燃料供給が行われる。その反面、インジェクションシステムへの安定した電圧供給のためにアイドリングが高目に設定されている（ツインカムエンジンについては、キャブとインジェクションでのメーカー指定アイドリング回転数の差は、1,025 rpmに対して1,050 rpmと実は25 rpmしかない）ことや、環境規制に対応するためにキャブ仕様のものよりも薄めの空燃比（理想的な14.7付近）となったことで燃焼室周りの温度も高めとなり、エンジン内部パーツへの熱的・化学的負担や、発生した熱によってライダーの快適性が損なわれやすいという課題も残されている。これに対するメーカーからの一つの答えが、エンジン温度を測るセンサーが規定値に達した場合、車両停止状態（3 km/h以下）のアイドリング時に一気筒の噴射を止めるヒートマネージメントシステムであり、2009年以降ツーリングモデルに採用された、特徴的だったリアエグゾーストパイプの取り回しの変更である。
2001年に同社製としては初の水冷DOHC Vツインエンジン（レボリューション・エンジン）を搭載したオートバイも誕生した。（詳しくはVRSCのページを参照）
日本市場では、二輪市場全体が縮小する中、2001年には日本メーカーを抑え750 cc超の大型二輪車シェア首位を獲得した。1996年の大型自動二輪車免許創設による指定自動車教習所での教習制度確立や、 2005年からの道路交通法改正による高速道路におけるオートバイの二人乗り解禁には、ハーレーなど日本国外オートバイメーカーの非関税障壁（外圧）との指摘が背景にあった。一方でシート高が低く扱いやすいクルーザー型であるため、スポーツスターとストリート750は教習車として自動車教習所が多く導入するなど教習制度による需要もある。
ハーレーは音と鼓動を楽しむ乗り物でもあった。しかし、2000年のツインカム88B（バランサー）エンジンの登場以降、音や振動は以前のモデルよりも抑えられており、前述の通り、環境保護の観点から排気触媒も導入されている。また、2014年には自社初の電動バイク「ライブワイヤー」を発表している。
長い歴史をもつハーレーダビッドソンは社外品のカスタムパーツも豊富に存在し、S&Sの様なコンプリートエンジンを供給する大手から、装飾パーツをガレージで手作りする個人ビルダーまでが併存し、一つの市場を形成している。またカスタムバイクのベースとしても利用されている。

## シリーズ車種

### 現行の車種
車種の分類は日本法人の公式HPによる
- クルーザー - 大排気量モデル。かつてのソフテイルシリーズでダイナと統合された。
- ツーリング -  大型フェアリング（その形態から「やっこ型」と呼ばれる）を被せ、パニアケースやトップケースなどロングツーリングに対応するための重装備を持つ、ハーレーのイメージリーダーといえるシリーズ。
- CVO - 少量生産として発売されている最新モデル。
- トライク - 普通自動車免許で乗れる三輪のオートバイ（ただし、自動二輪免許では運転できない。）。
- ハーレーダビッドソンX - 世界戦略モデルとして普通二輪免許で乗れるモデル。
- スポーツ - スポーツスターの後継として水冷化されたシリーズ。
- アドベンチャーツーリング - 新型水冷Vツインエンジンを搭載した初のアドベンチャーモデル。

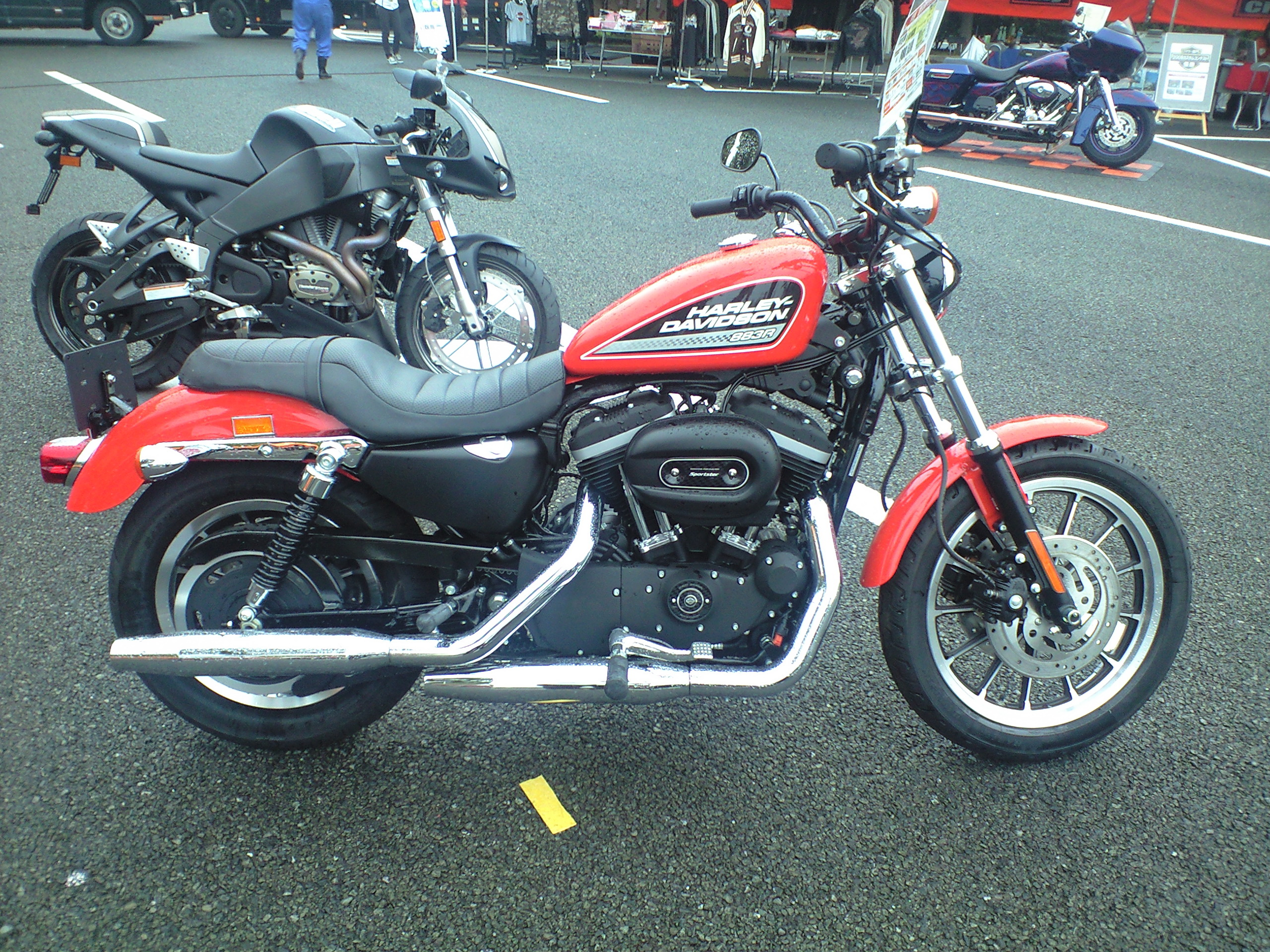
スポーツスターXL883R
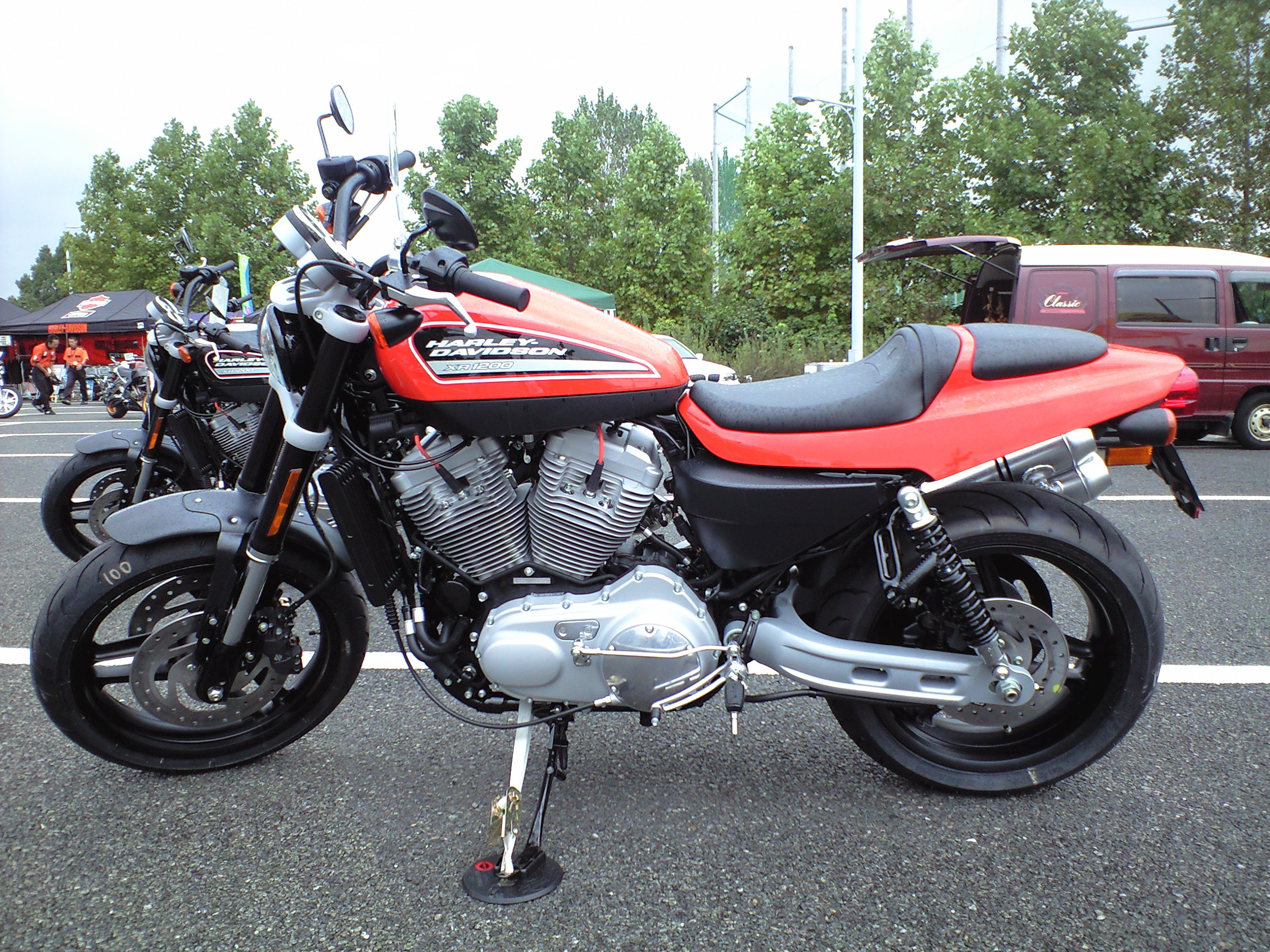
スポーツスターXR1200（欧州市場の要望により製作されたモデル）
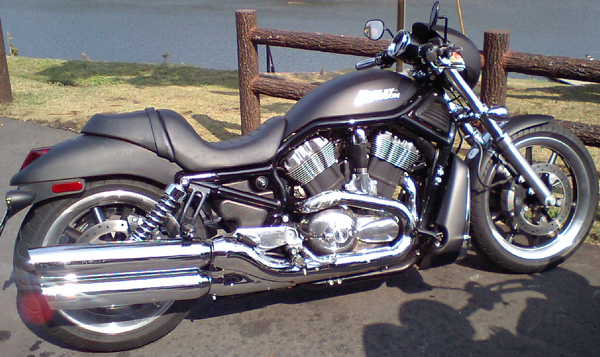
VRSCD
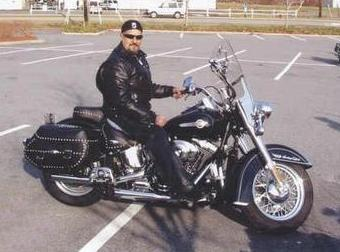
ヘリテイジ・ソフテイル・クラシック
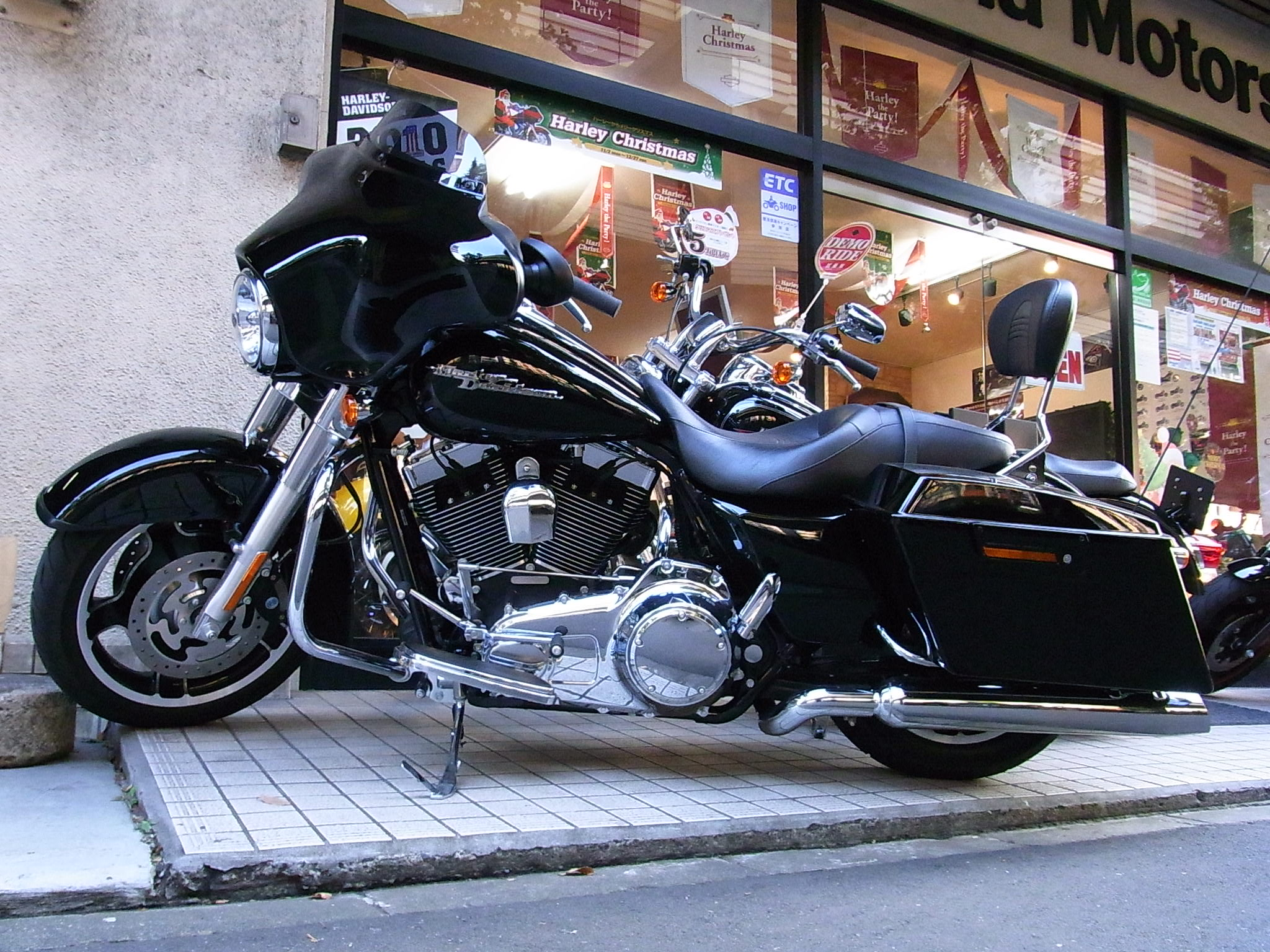
ハーレーダビッドソン（2009年12月1日撮影）
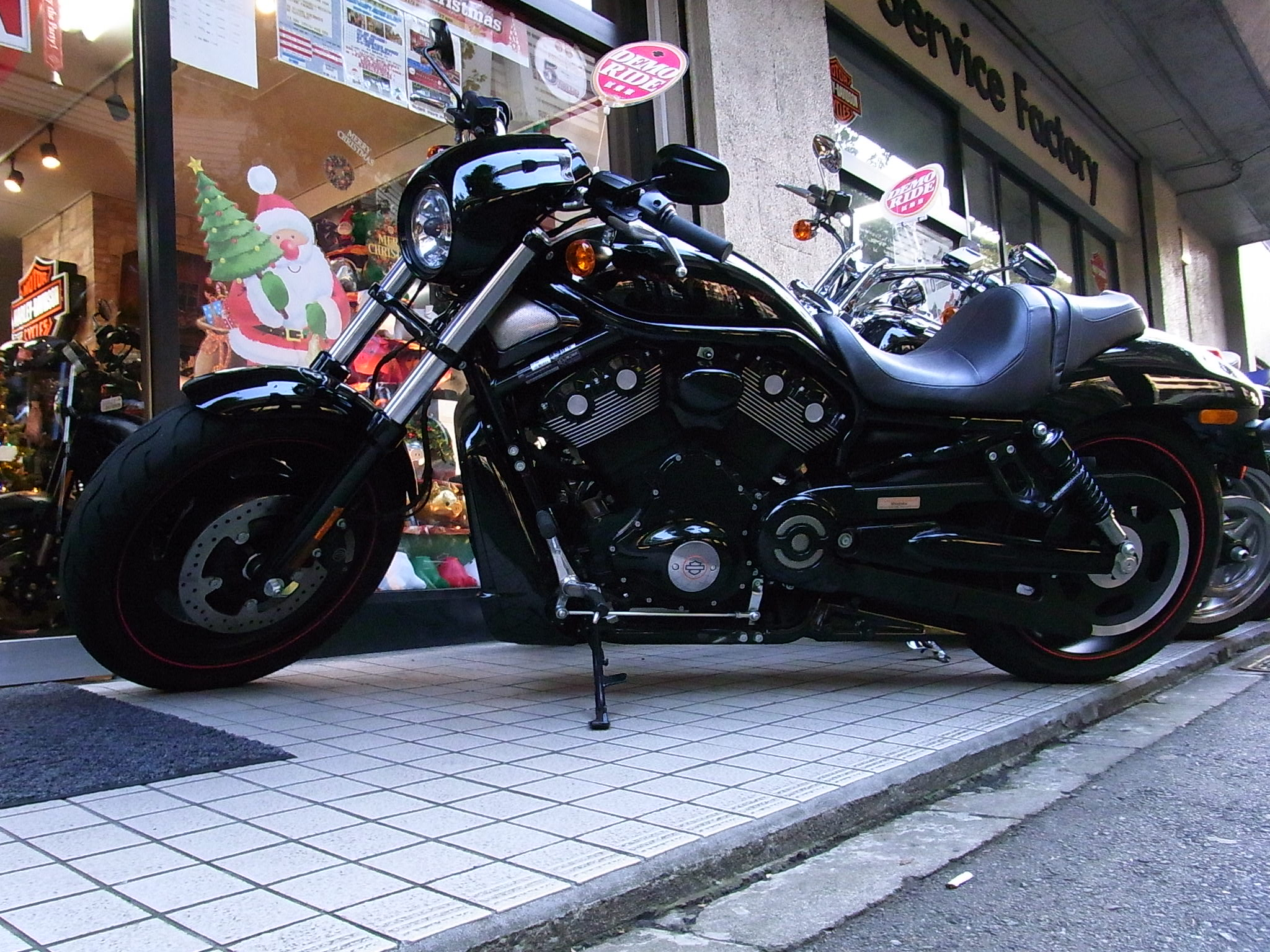
ハーレーダビッドソン（2009年12月1日撮影）
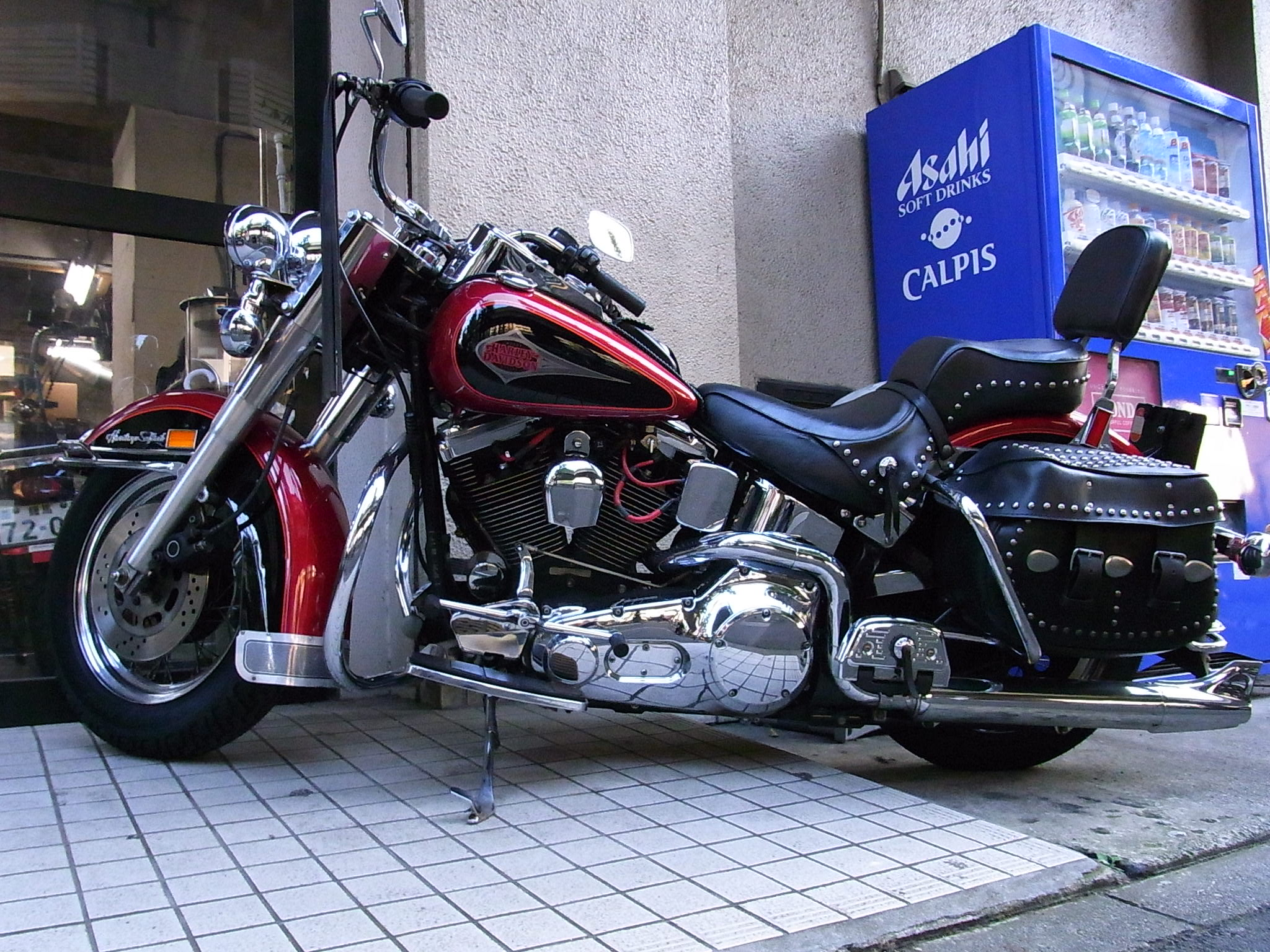
ハーレーダビッドソン（2009年12月1日撮影）

### 過去の車種
- サービカー - かつてハーレーダビッドンが製造していた三輪車。
- トッパー - かつてハーレーダビッドソンが製造していたスクーター。
- MT350E - かつてハーレーダビッドソンが製造していた軍用オートバイ。
- V-ROD - ハーレーダビッドソン社初の水冷マシンファミリー。2017年製造終了。
- ダイナ - ソフテイルと似た車体を持つが、エンジンはフレームにラバーマウントされるためバランサーなし。2017年製造終了。
- ストリート - 2014年に発表された水冷エンジンの小型モデル。2020年製造終了。
- スポーツスター - 一般モデルで883ccと1,202ccの2車種。2021年製造終了。
- エレクトリック - 初の電動バイク。分社化し独立したLiveWire社で再販売。